# George Gilbert Scott
George Gilbert Scott (Gawcott, Buckinghamshire, 13 de julho de 1811 – Londres, 27 de março de 1878) conhecido como Sir Gilbert Scott, foi um prolífico arquiteto revival gótico inglês, principalmente associado a projetos, construção e reforma de igrejas e catedrais. Mais de 800 edifícios foram projetados ou alterados por ele.
Scott foi o arquiteto de muitos edifícios icônicos, incluindo o Midland Grand Hotel em St. Pancras Station, o Albert Memorial e o Foreign and Commonwealth Office, todos em Londres, a Catedral de St. Mary, em Glasgow, o edifício principal da Universidade de Glasgow, St Catedral de Maria em Edimburgo e Capela do King's College em Londres.

## Vida e carreira
Nascido em Gawcott, Buckingham, Buckinghamshire, Scott era filho do reverendo Thomas Scott (1780-1835) e neto do comentarista bíblico Thomas Scott. Ele estudou arquitetura como aluno de James Edmeston e, de 1832 a 1834, trabalhou como assistente de Henry Roberts. Ele também trabalhou como assistente de seu amigo, Sampson Kempthorne, que se especializou no projeto de casas de trabalho, um campo no qual Scott estava para iniciar sua carreira independente.

### Trabalhos iniciais

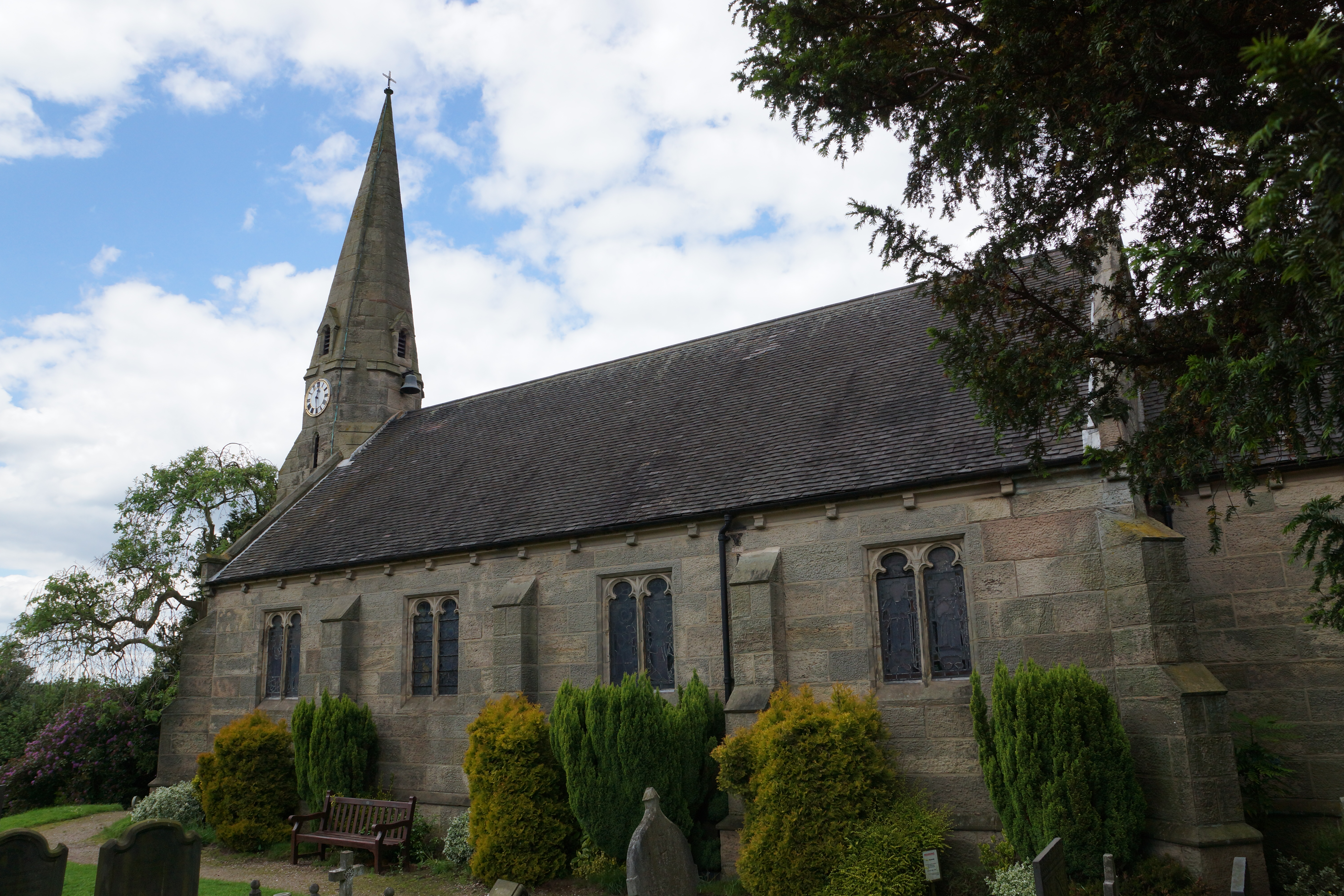
Igreja Paroquial de St John in Wall, Staffordshire

A primeira obra de Scott foi construída em 1833; era um vicariato de seu pai na vila de Wappenham, Northamptonshire. Substituiu o vicariato anterior ocupado por outros parentes de Scott. Scott passou a projetar vários outros edifícios na aldeia.
Por volta de 1835, Scott contratou William Bonython Moffatt como seu assistente e mais tarde (1838-1845) como seu parceiro. Mais de dez anos ou mais, Scott e Moffatt projetaram mais de quarenta workhouses na esteira da Poor Law Amendment Act de 1834. Suas primeiras igrejas foram Santa Maria Madalena em Flaunden, Bucks (1838, para Samuel King, tio de Scott); St Nicholas, Newport, Lincoln (1839);  St John, Wall, Staffordshire (1839); e a igreja neo-normanda de São Pedro em Norbiton , Surrey (1841). Eles construíram Reading Gaol (1841-42) em um estilo pitoresco e acastelado.

### Gothic Revival

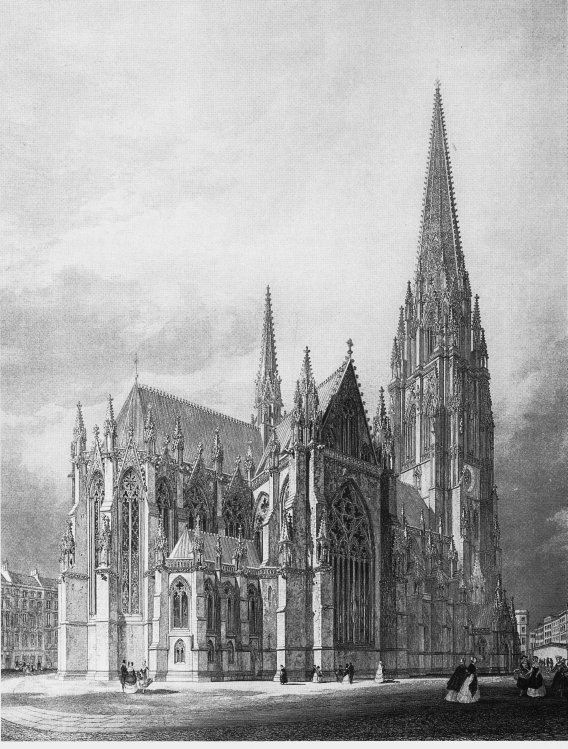
Nikolaikirche, Hamburgo, Alemanha (1845-80), bombardeada durante a Segunda Guerra Mundial e agora uma ruína

Enquanto isso, ele foi inspirado por Augustus Pugin a participar do Renascimento Gótico.  Ainda em parceria com Moffat, ele projetou o Memorial dos Mártires em St Giles, Oxford (1841), e a Igreja de St. Giles, Camberwell (1844), os quais ajudaram a estabelecer sua reputação dentro do movimento.
Comemorando três protestantes queimados durante o reinado da Rainha Maria, o Memorial dos Mártires foi planejado como uma repreensão às tendências da igreja muito elevadas que foram fundamentais na promoção da nova abordagem autêntica da arquitetura gótica. St Giles 'estava em planta, com sua longa capela-mor, do tipo defendido pela Sociedade Eclesiológica: Charles Locke Eastlake disse que "nos arredores de Londres nenhuma igreja de seu tempo era considerada em estilo mais puro ou mais ortodoxa em seu arranjo". No entanto, como muitas igrejas da época, incorporou galerias de madeira, não usadas em igrejas medievais e altamente reprovado pelo movimento eclesiológico da alta igreja.
Em 1844, ele recebeu a comissão para reconstruir a Nikolaikirche em Hamburgo (concluída em 1863), após uma competição internacional. O design de Scott havia sido originalmente colocado em terceiro lugar na competição, o vencedor sendo um em estilo florentino inspirado por Gottfried Semper, mas a decisão foi anulada por uma facção que preferia um design gótico. A entrada de Scott foi o único desenho no estilo gótico.
Em 1854, ele remodelou a Capela de Camden em Camberwell, um projeto no qual o crítico John Ruskin teve um grande interesse e fez muitas sugestões. Ele acrescentou uma abside, em estilo bizantino, integrando-a à estrutura plana existente, substituindo o teto plano existente por um telhado de vagão.
Scott foi nomeado arquiteto da Abadia de Westminster em 1849 e, em 1853, construiu um bloco gótico com terraço adjacente à abadia em Broad Sanctuary. Em 1858, ele projetou a Catedral de ChristChurch, Christchurch, Nova Zelândia, que agora está parcialmente arruinada após o terremoto de 2011 e as tentativas subsequentes das autoridades da Igreja Anglicana de demoli-la. A demolição foi bloqueada após apelos do povo de Christchurch e, em setembro de 2017, o Sínodo Diocesano de Christchurch anunciou que a catedral seria reintegrada.
Os estandes do coro no Lancing College em Sussex, que Scott projetou com Walter Tower , estavam entre os muitos exemplos de seu trabalho que incorporou homens verdes.

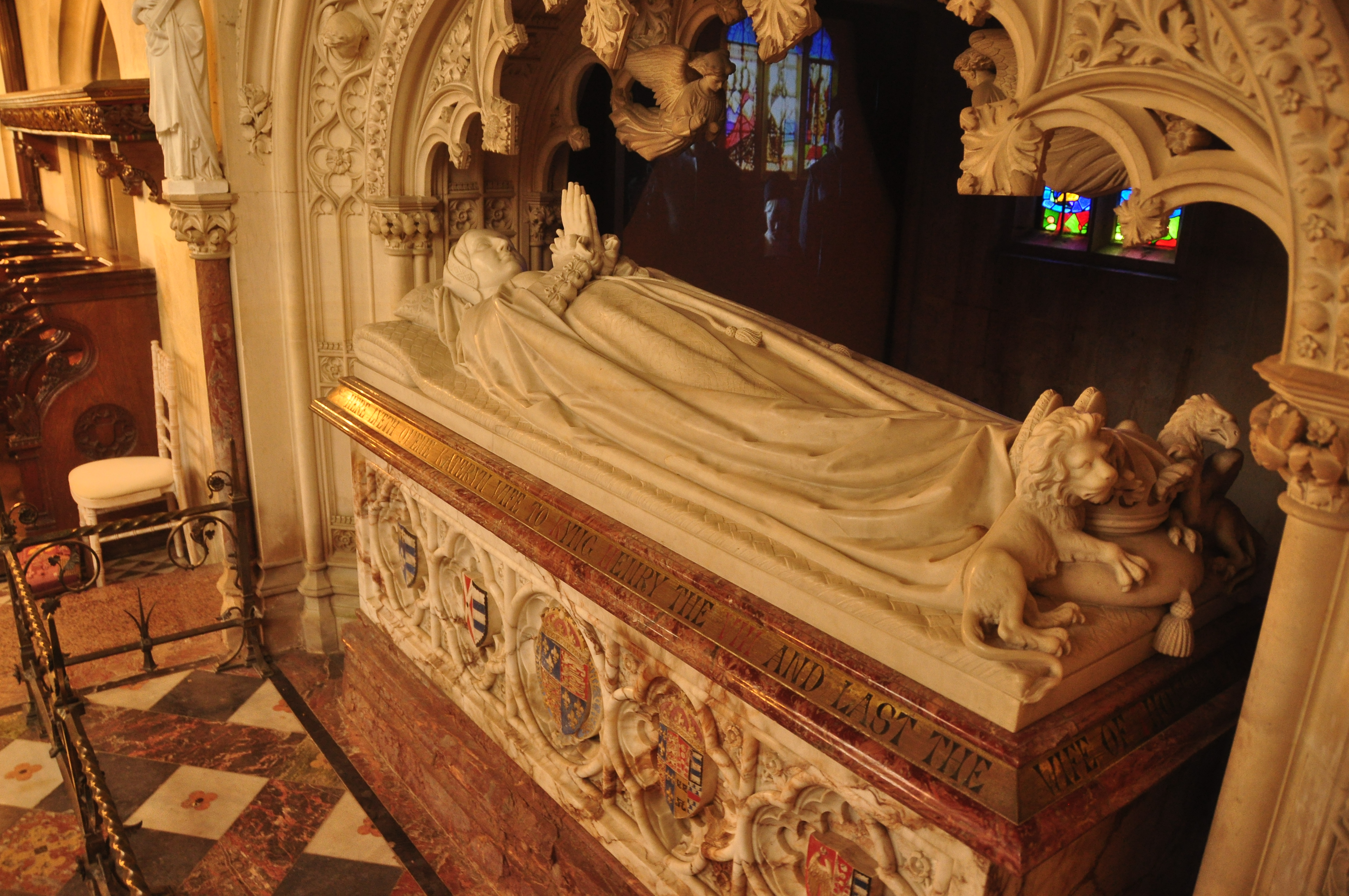
Tumba de Catherine Parr, projetada por Gilbert Scott

Em 1863, após a restauração da capela no Castelo de Sudeley, os restos mortais de Catherine Parr foram colocados em uma nova tumba neogótica com dossel projetada por Gilbert Scott e criada pelo escultor John Birnie Philip.
Entre 1864 e 1876, o Albert Memorial, projetado por Scott, foi construído no Hyde Park. Foi uma comissão em nome da Rainha Vitória em memória de seu marido, o Príncipe Albert.
Scott defendeu o uso da arquitetura gótica para edifícios seculares, rejeitando o que ele chamou de "a suposição absurda de que a arquitetura gótica é exclusiva e intrinsecamente eclesiástica". Ele foi o vencedor de um concurso para projetar novos edifícios em Whitehall para abrigar o Foreign Office e o War Office. Antes do início dos trabalhos, porém, o governo que aprovou seus planos saiu do cargo. Palmerston, o novo primeiro-ministro, se opôs ao uso do gótico por Scott, e o arquiteto - depois de alguma resistência - traçou novos planos em um estilo mais aceitável.
Scott projetou o Memorial Thomas Clarkson, em Wisbech, onde seu irmão, o Rev. John Scott, era vigário. Foi concluído após sua morte sob a direção de seu filho John em 1881.

## Livros
- Remarks on secular & domestic architecture, present & future. Londres: John Murray. 1857
- A Plea for the Faithful Restoration of our Ancient Churches. Oxford: James Parker. 1859
- Gleanings from Westminster Abbey / by George Gilbert Scott, with Appendices Supplying Further Particulars, and Completing the History of the Abbey Buildings, by W. Burges 2nd enlarged ed. Oxford: John Henry and James Parker. 1863 [1861]
- Personal and Professional Recollections. London: Sampson Low & Co. 1879
- Lectures on the Rise and Development of Medieval Architecture. I. London: John Murray. 1879
- Lectures on the Rise and Development of Medieval Architecture. II. London: John Murray. 1879 online vols. I & II

Além disso, ele escreveu mais de quarenta panfletos e relatórios. Além de publicar artigos, cartas, palestras e relatórios em The Builder, The Ecclesiologist, The Building News, The British Architect, The Civil Engineer's and Architect's Journal, The Illustrated London News, The Times and Transactions of the Royal Institute of British Architects.

## Galeria de obras arquitetônicas

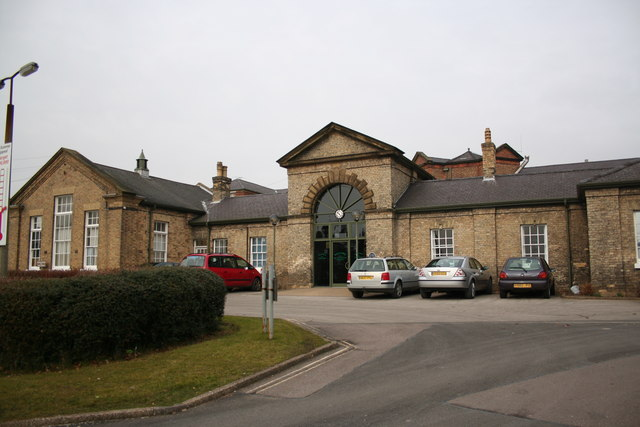
Workhouse, Louth Lincolnshire (1839)
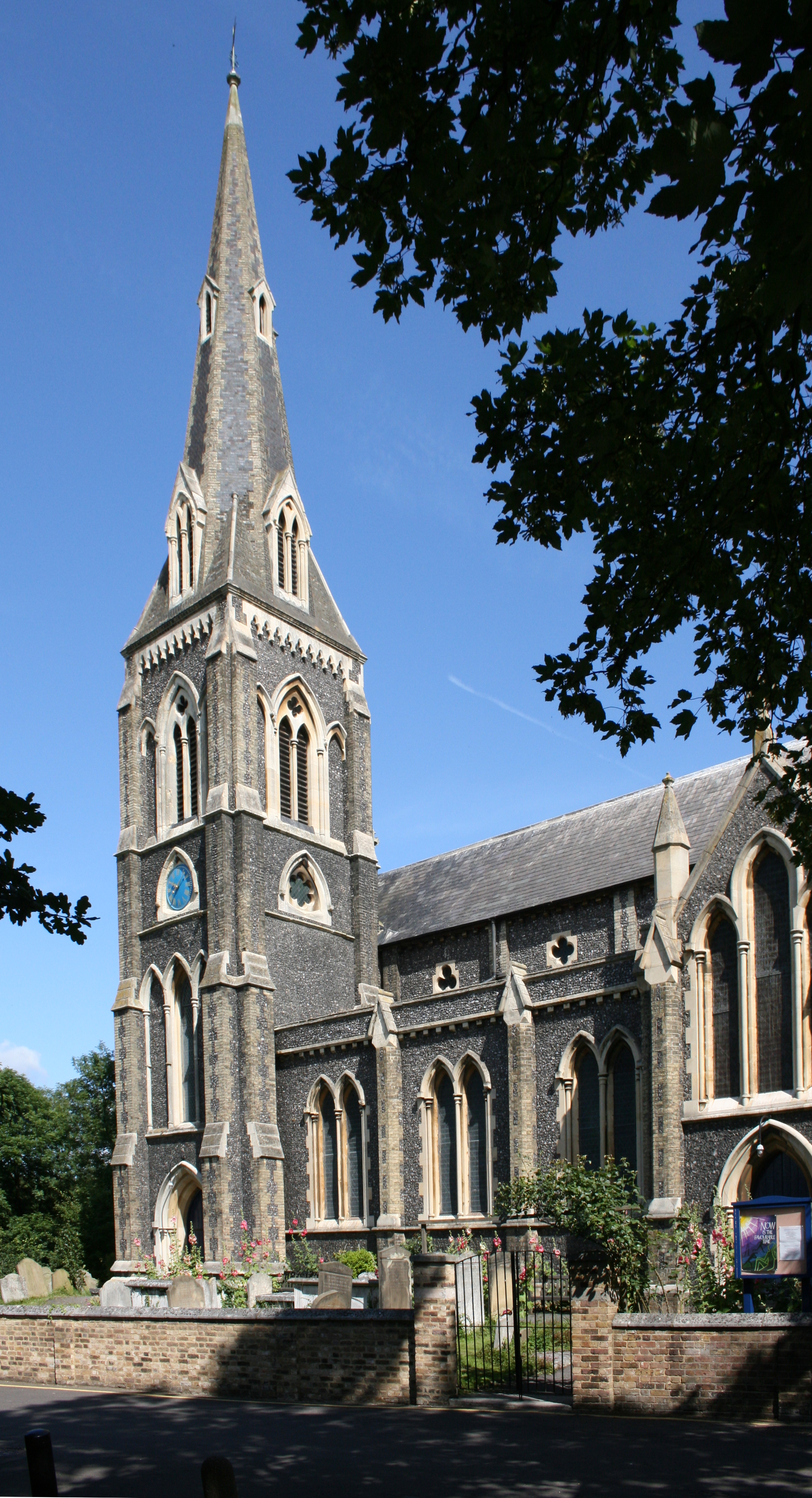
Hanwell de Santa Maria, Middlesex (1841)
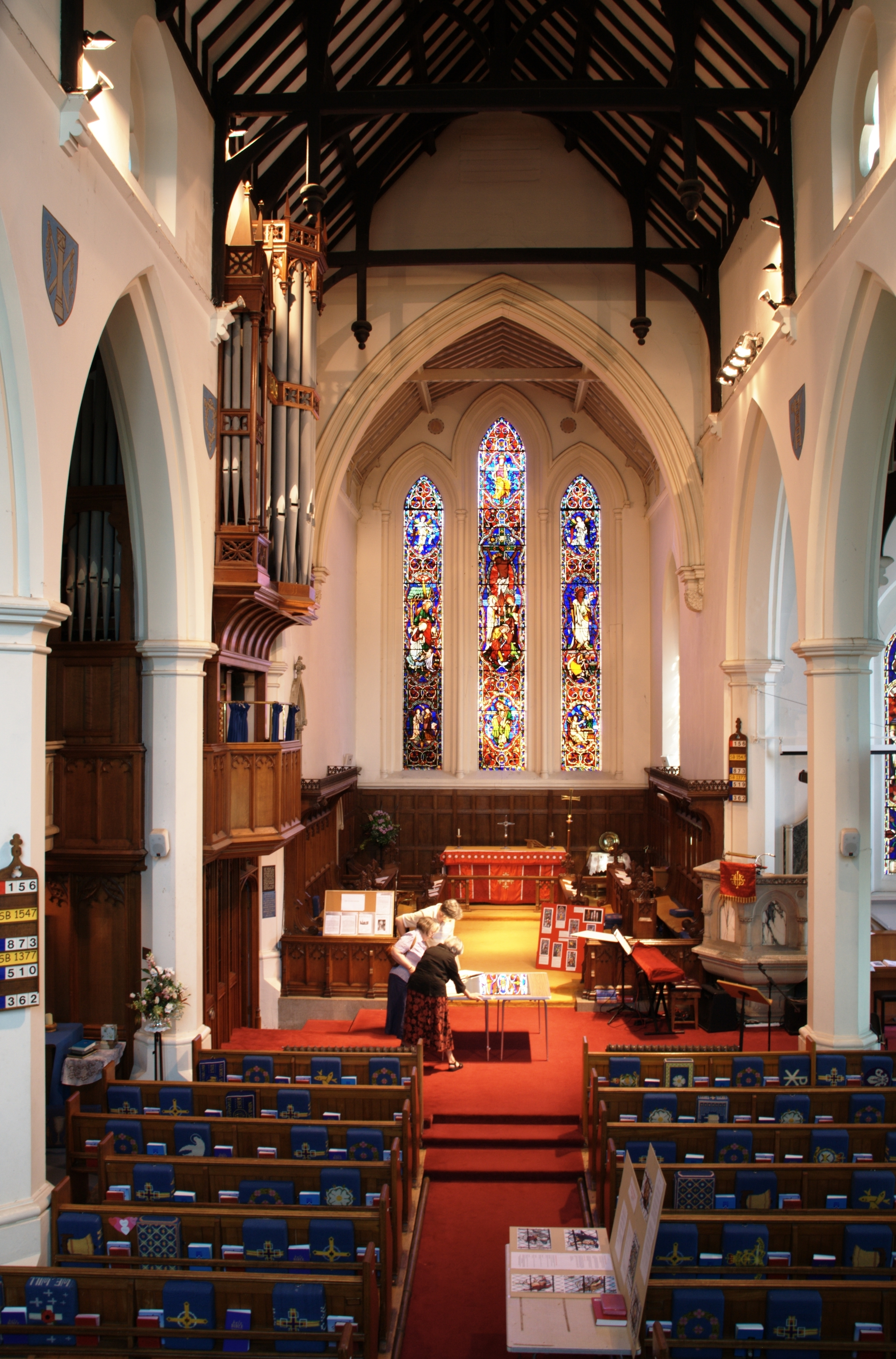
Extremidade leste, St Mary's Hanwell, Middlesex (1841)
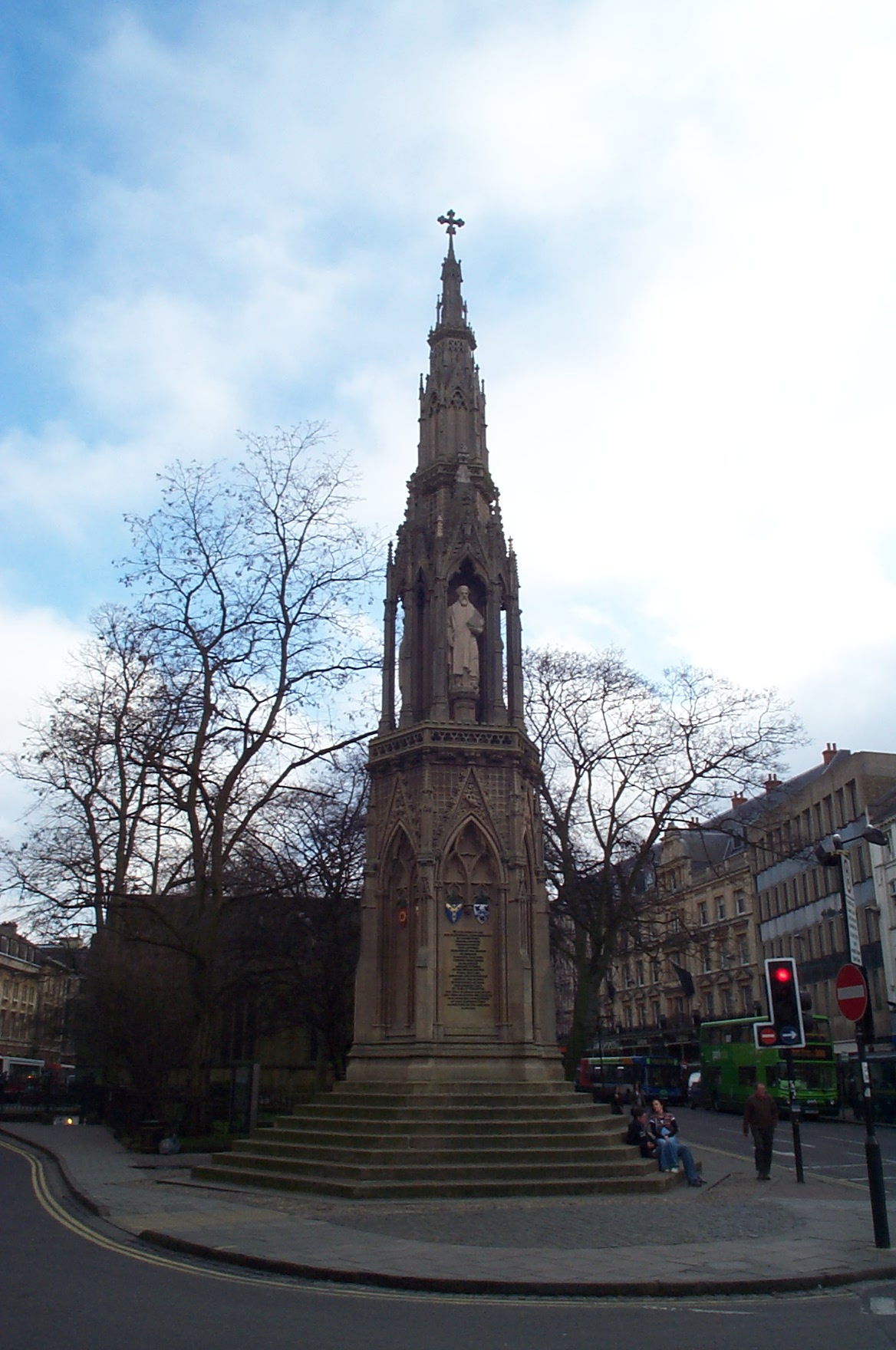
Memorial dos Mártires, Oxford (1841-43)
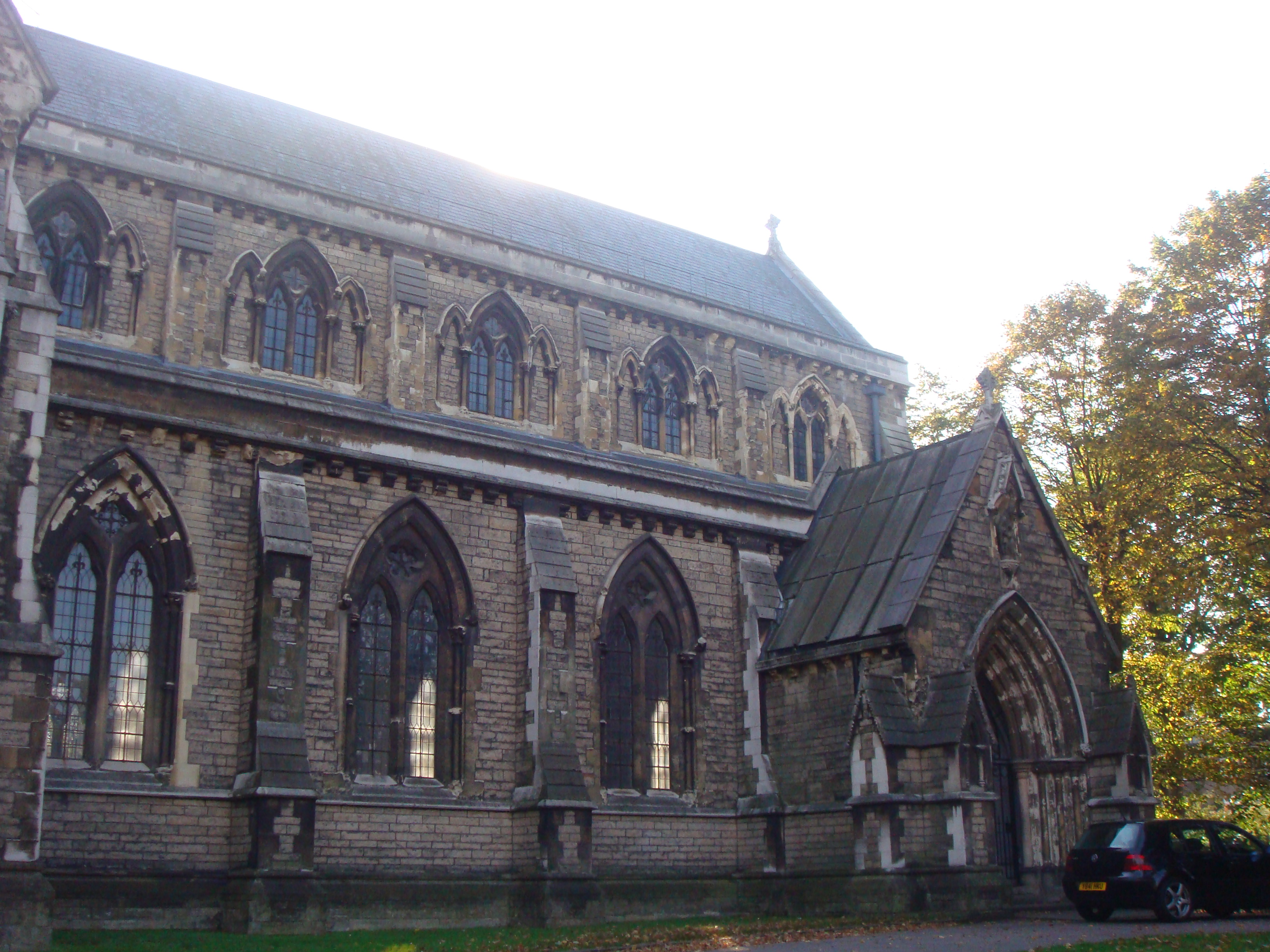
Igreja de St Giles, Camberwell (1842–44)
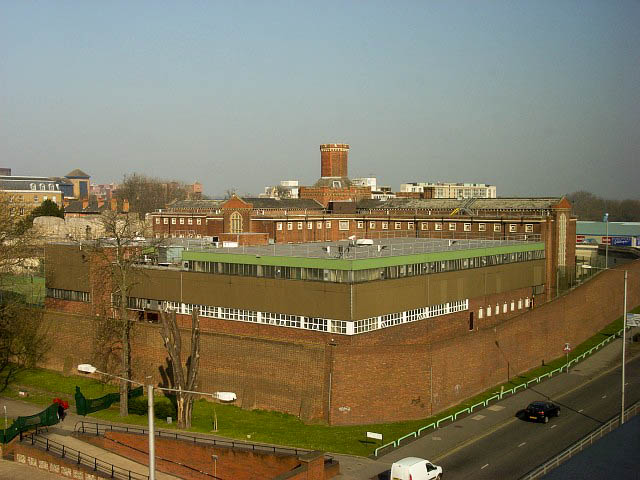
Reading Gaol, Berkshire (1842-44)
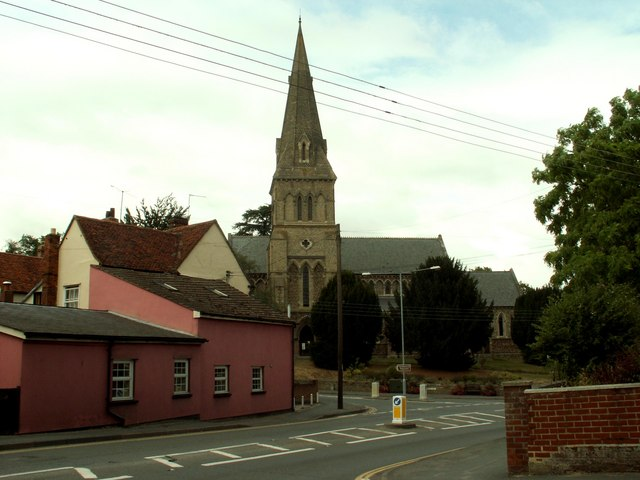
Igreja da Santíssima Trindade, Halstead , Essex (1843–44)
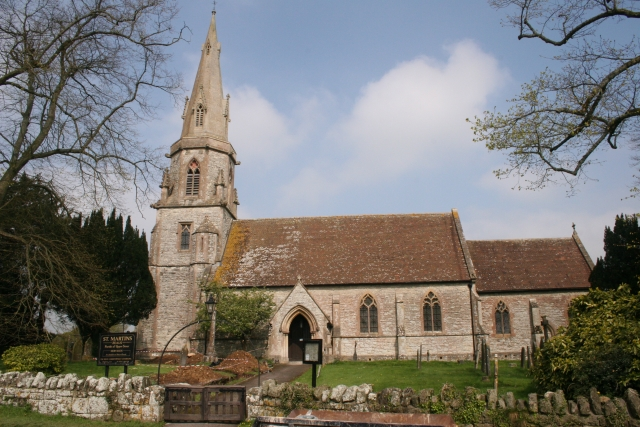
St Martin's, Zeals, Wiltshire (1845-46)
Catedral de St. John, Newfoundland, Canadá (1847–1905)
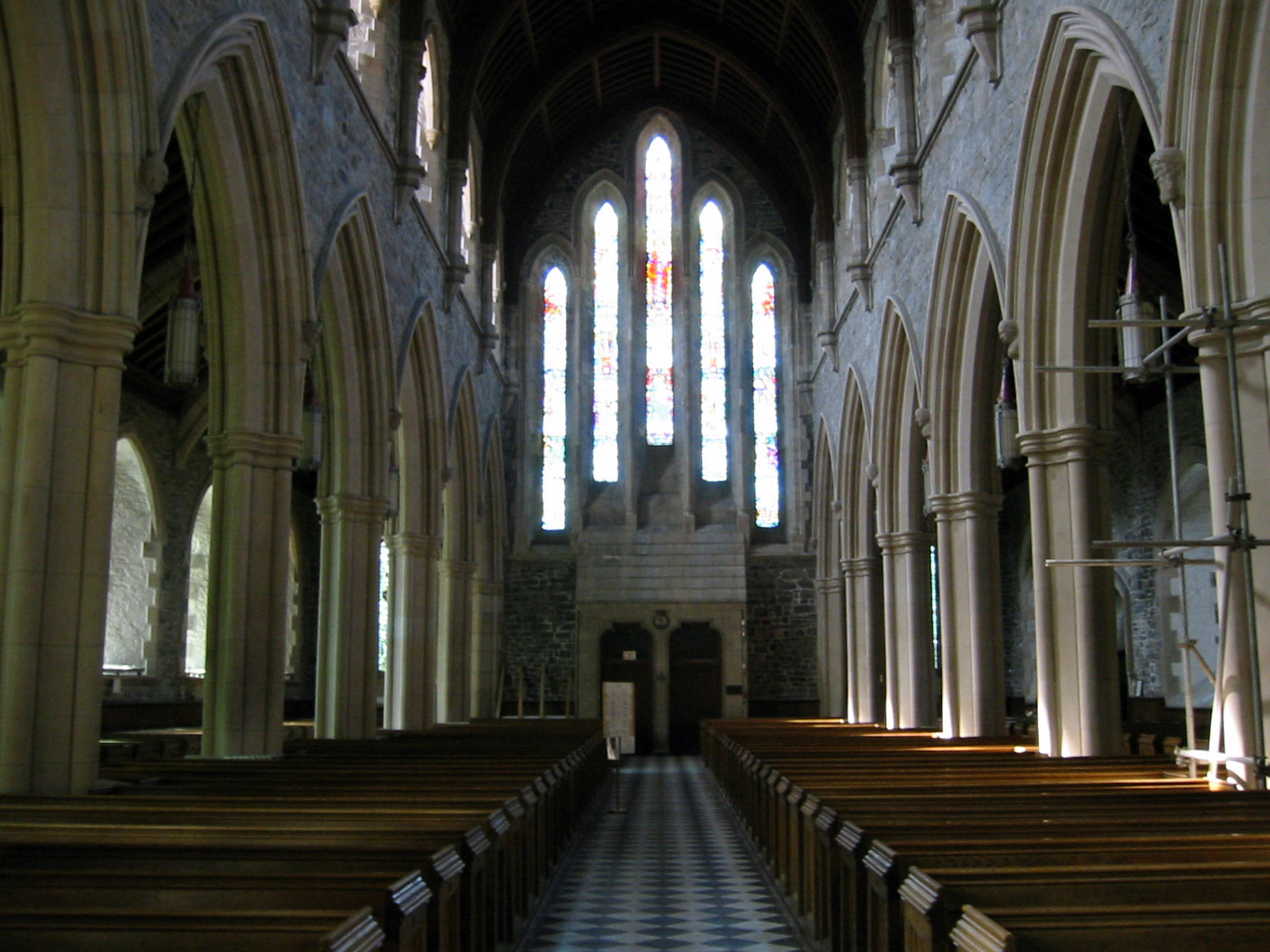
Catedral de St John, Newfoundland, Canadá (1847–1905)
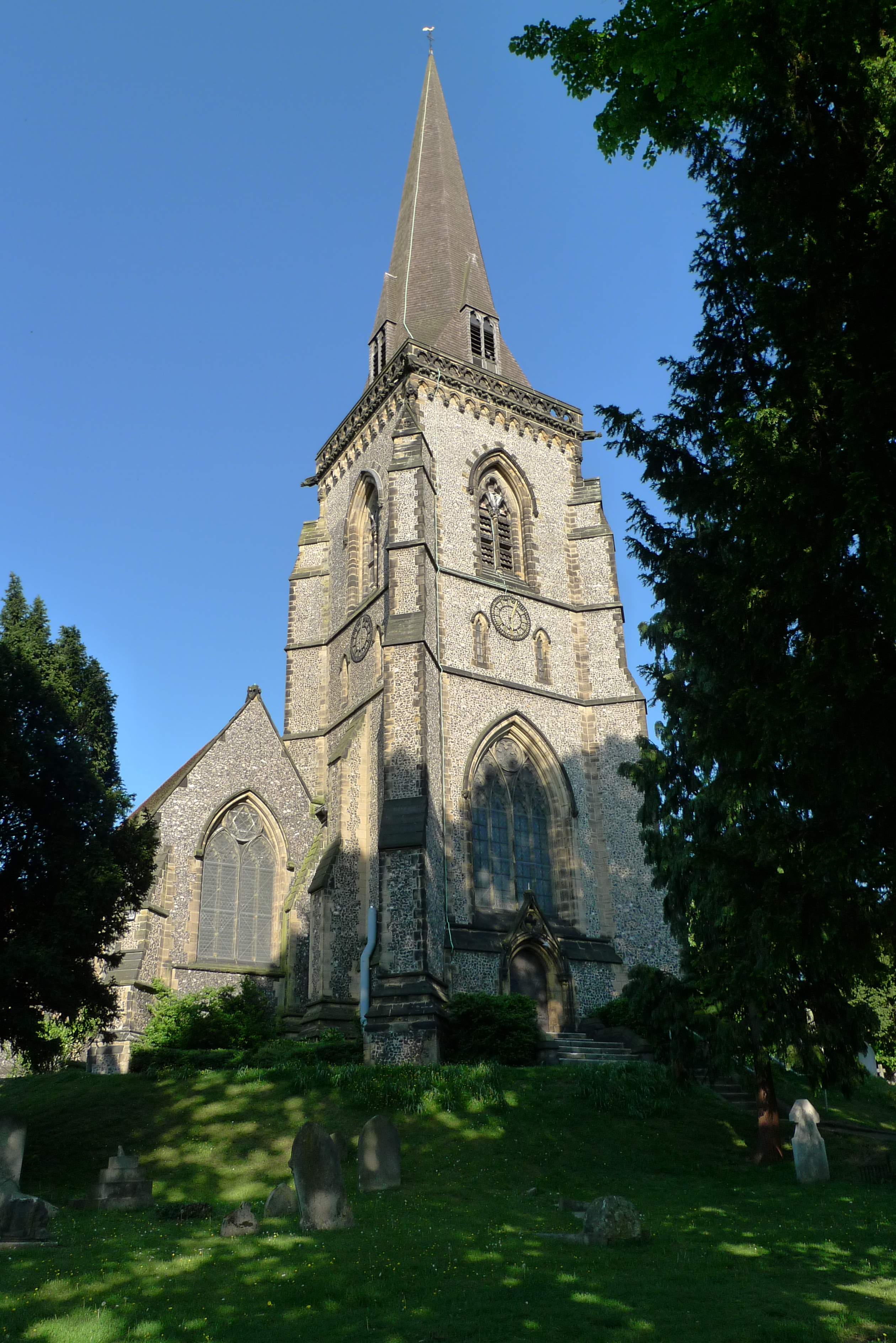
Igreja de São Pedro, Croydon (1849–51)
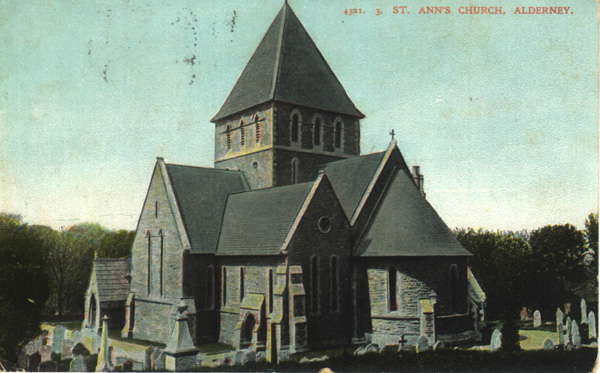
Alderney de Santa Ana (c.1850)
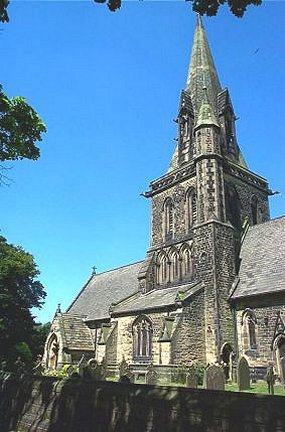
Igreja de St Barnabas, Weeton, North Yorkshire (1852)
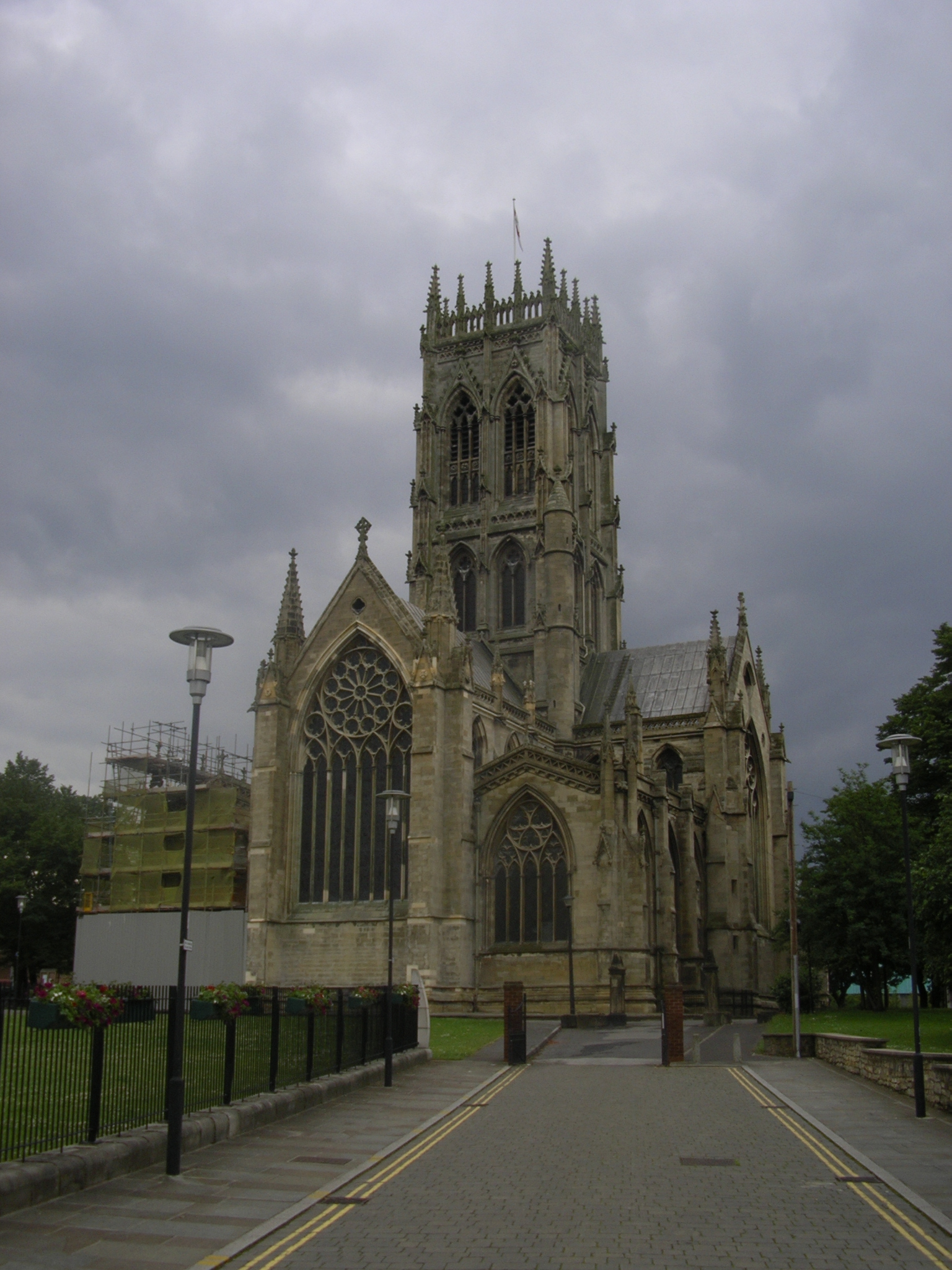
Igreja de São Jorge, Doncaster, Yorkshire (1853 a 1858)
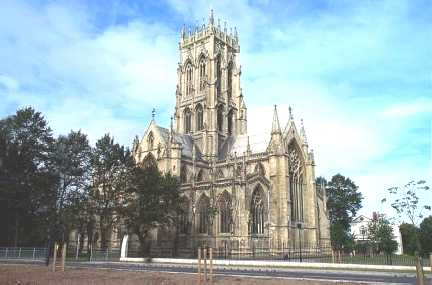
Igreja de São Jorge, Doncaster, Yorkshire (1853 a 1858)
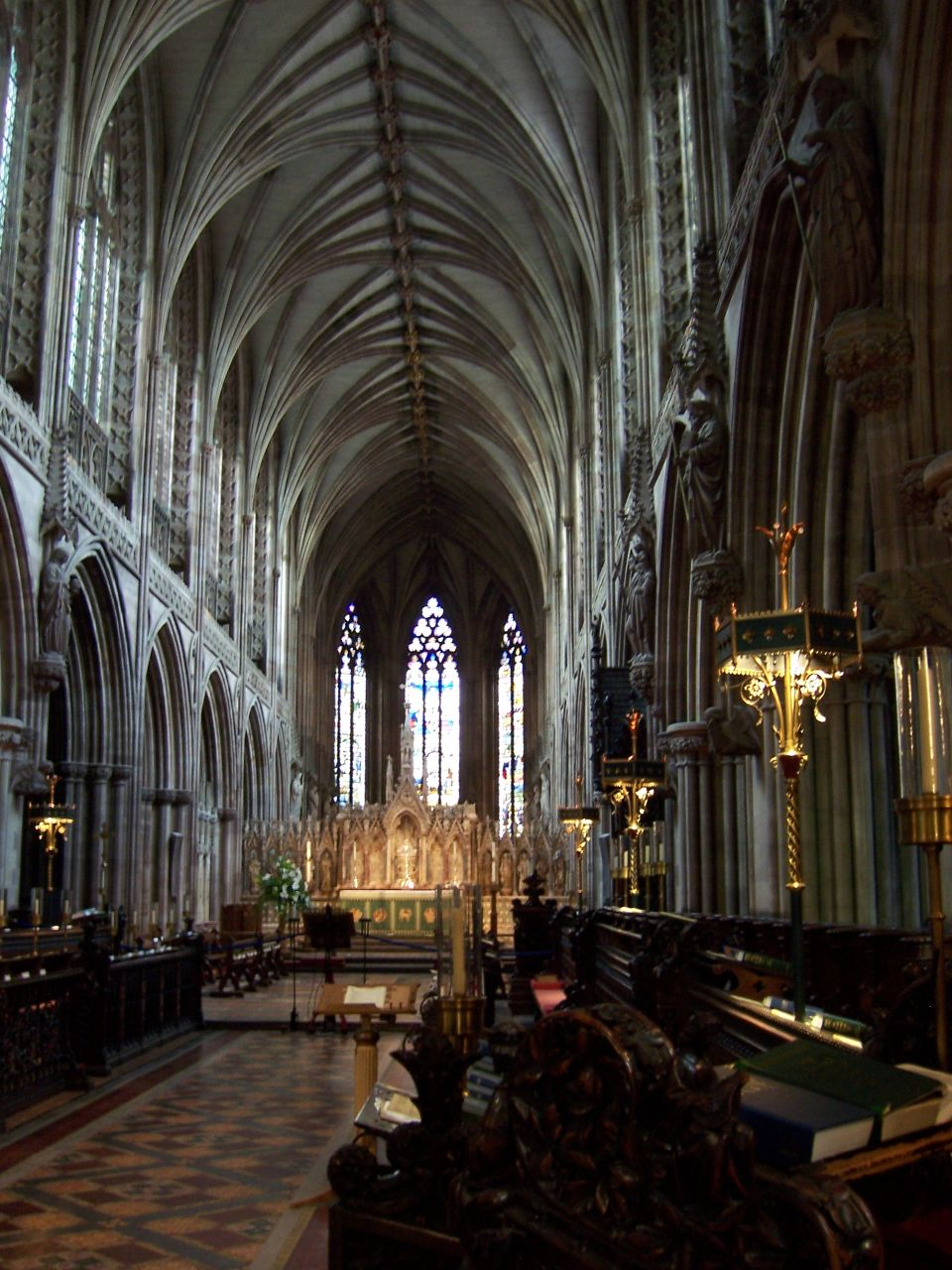
Catedral de Lichfield, restaurada e com acessórios por Scott (1855 a 1861) e (1877 a 1881)
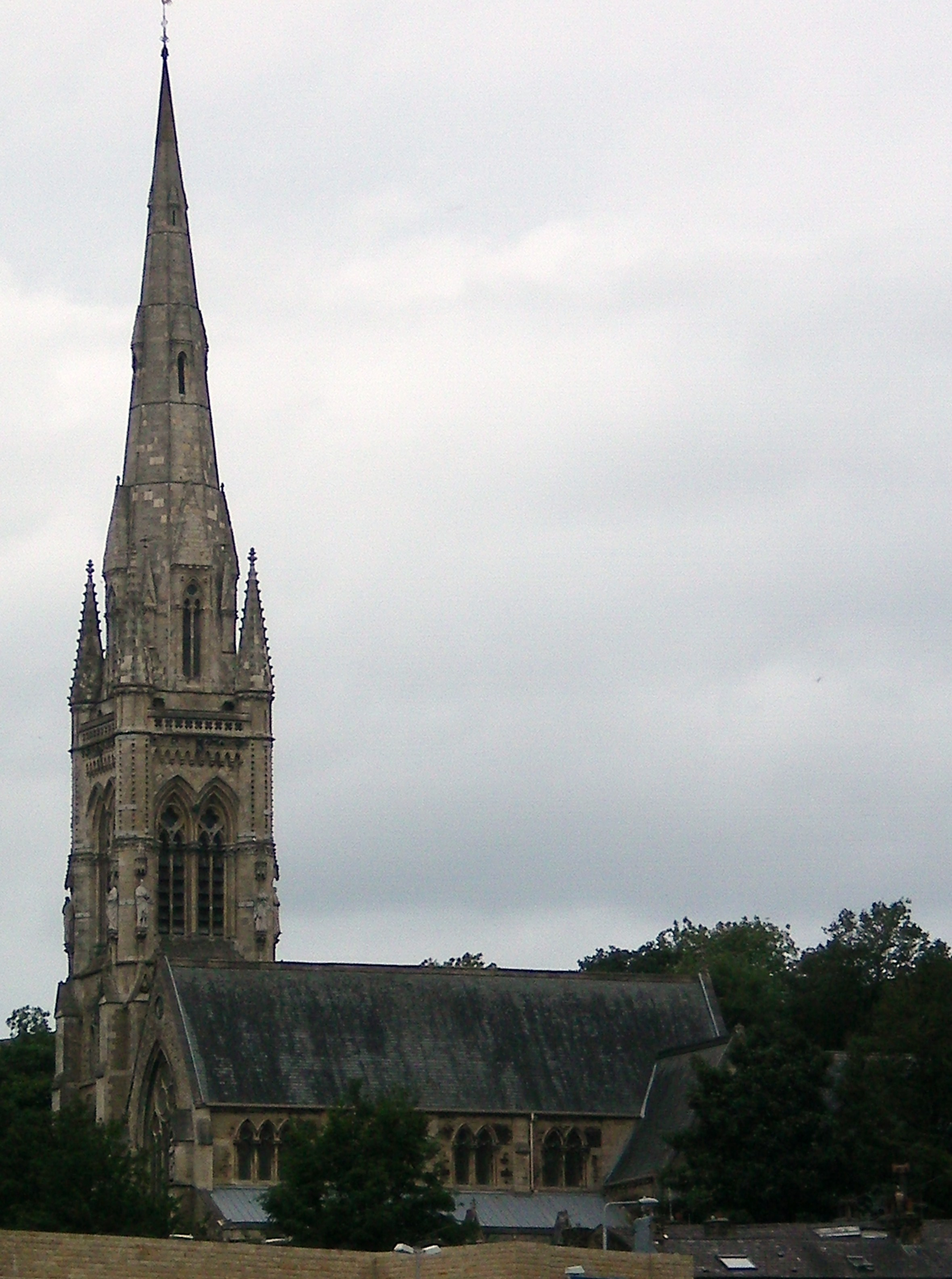
All Souls', Haley Hill, Halifax (1856–59)
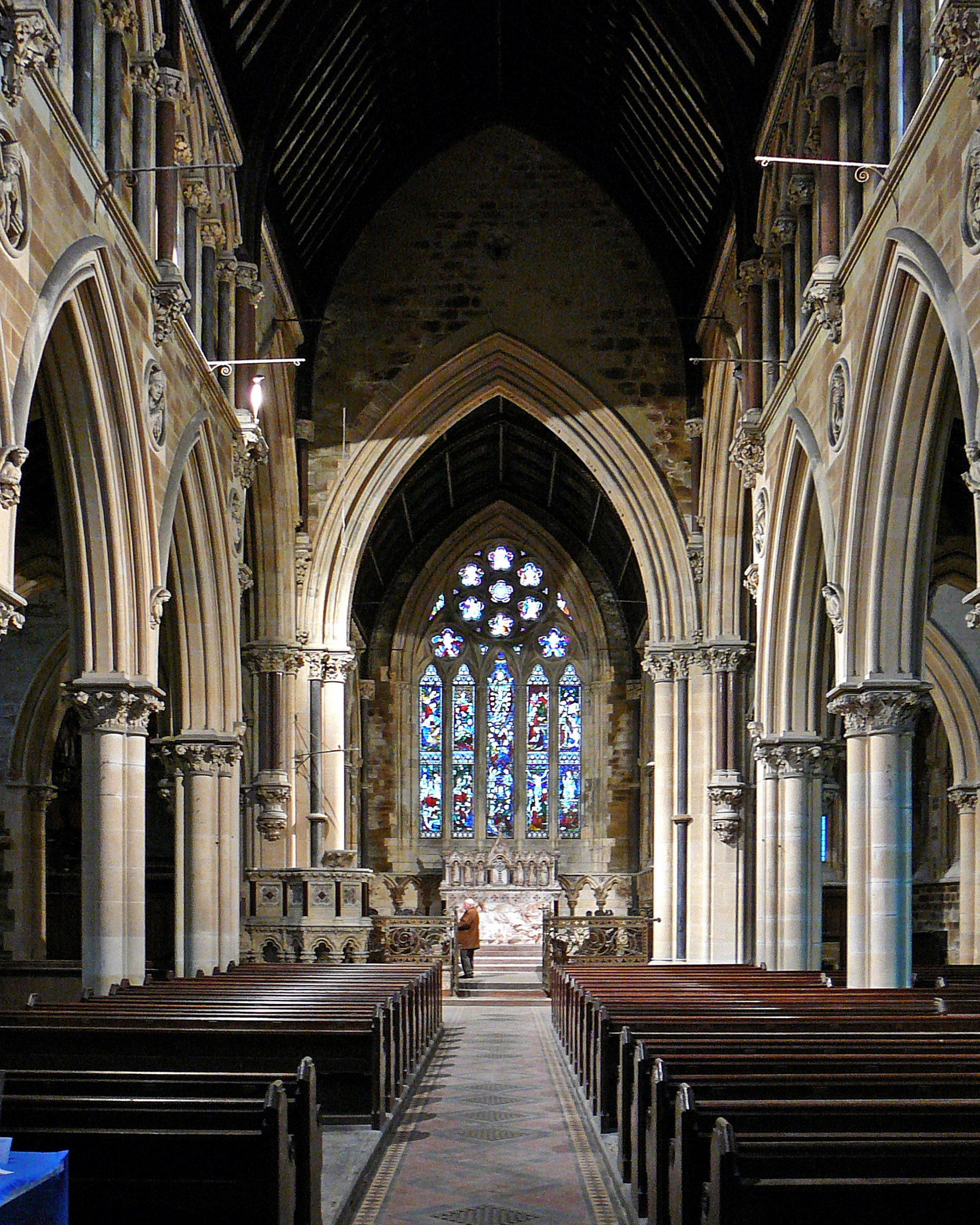
Interior com vista para o leste, All Souls ', Haley Hill, Halifax, Yorkshire (1856-1859)
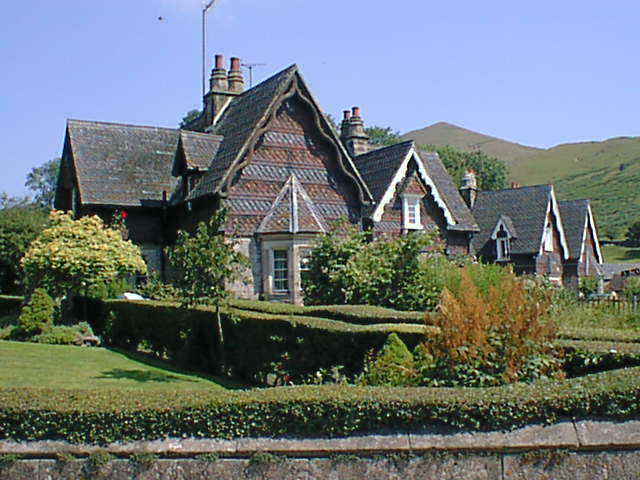
Cottages, Ilam, Staffordshire (c.1871)
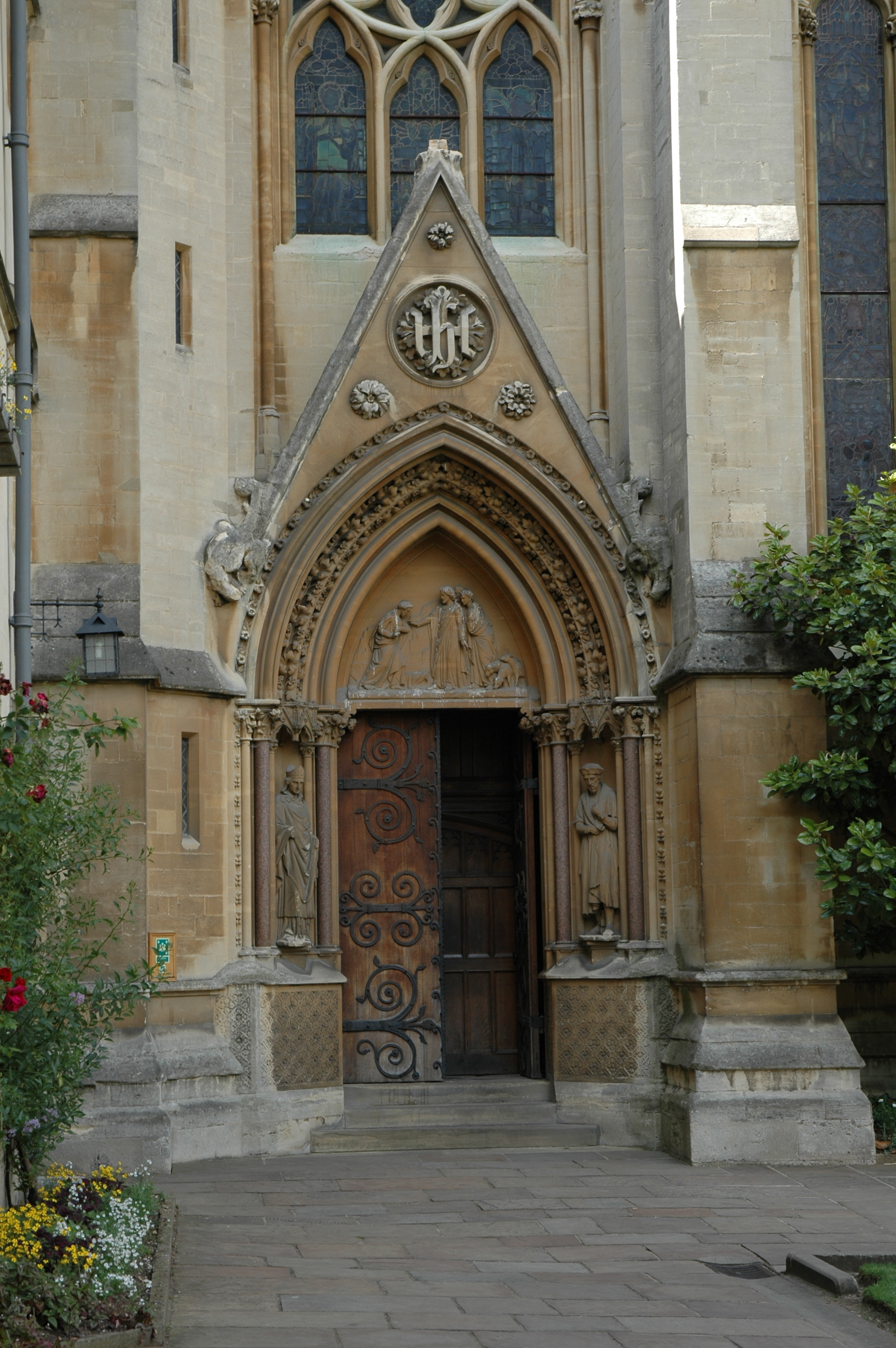
Porta da capela, Exeter College, Oxford (1857 a 1859)
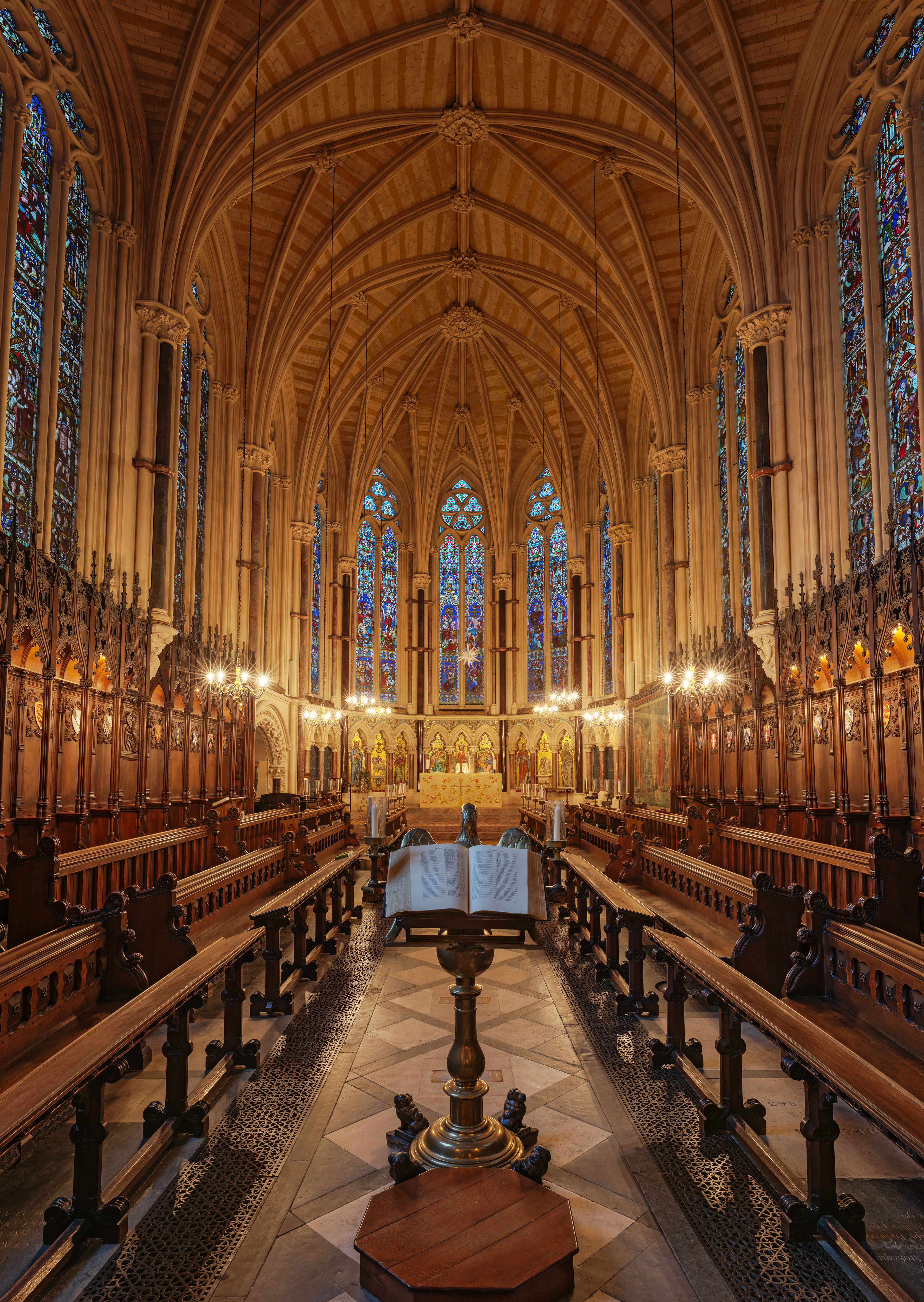
East end, Chapel, Exeter College, Oxford (1857–59)
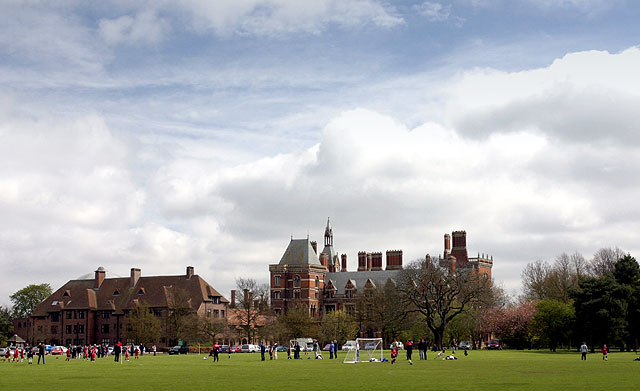
Kelham Hall, Nottinghamshire (1858–62)
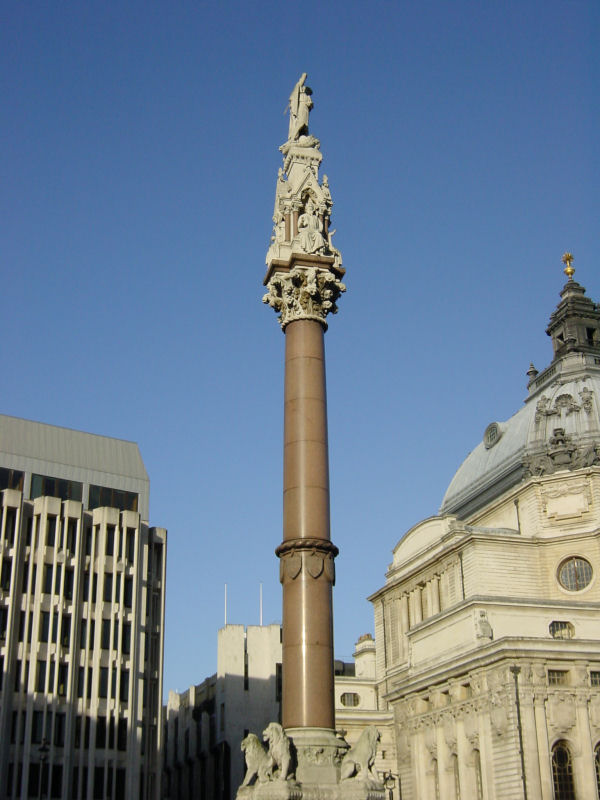
Memorial da Guerra da Crimeia, Escola de Westminster, Broad Sanctuary, Westminster (1858)
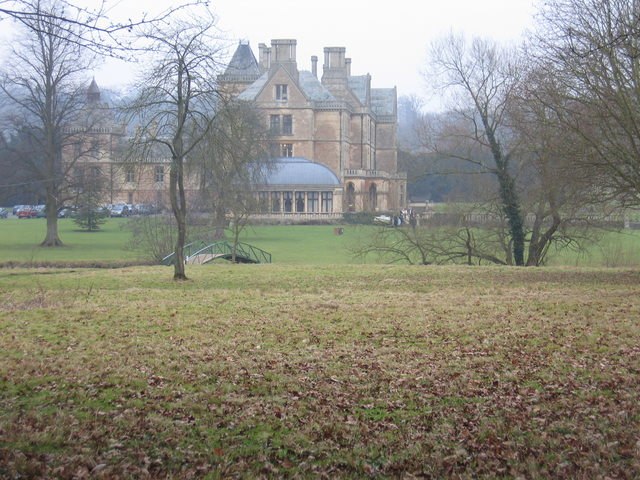
Walton Hall, Warwickshire (c.1858-62)
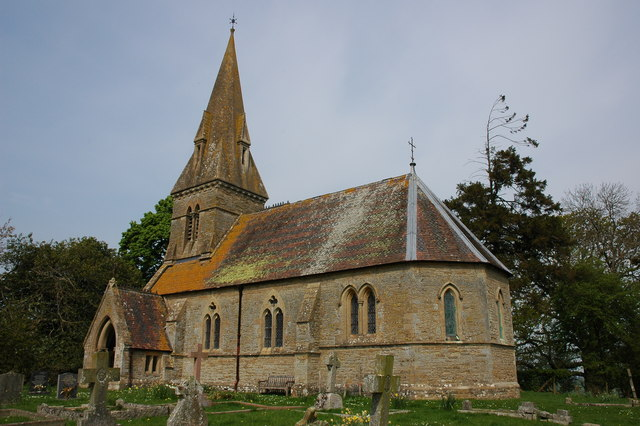
St Mary's, Edwin Loach, Herefordshire (c.1859)
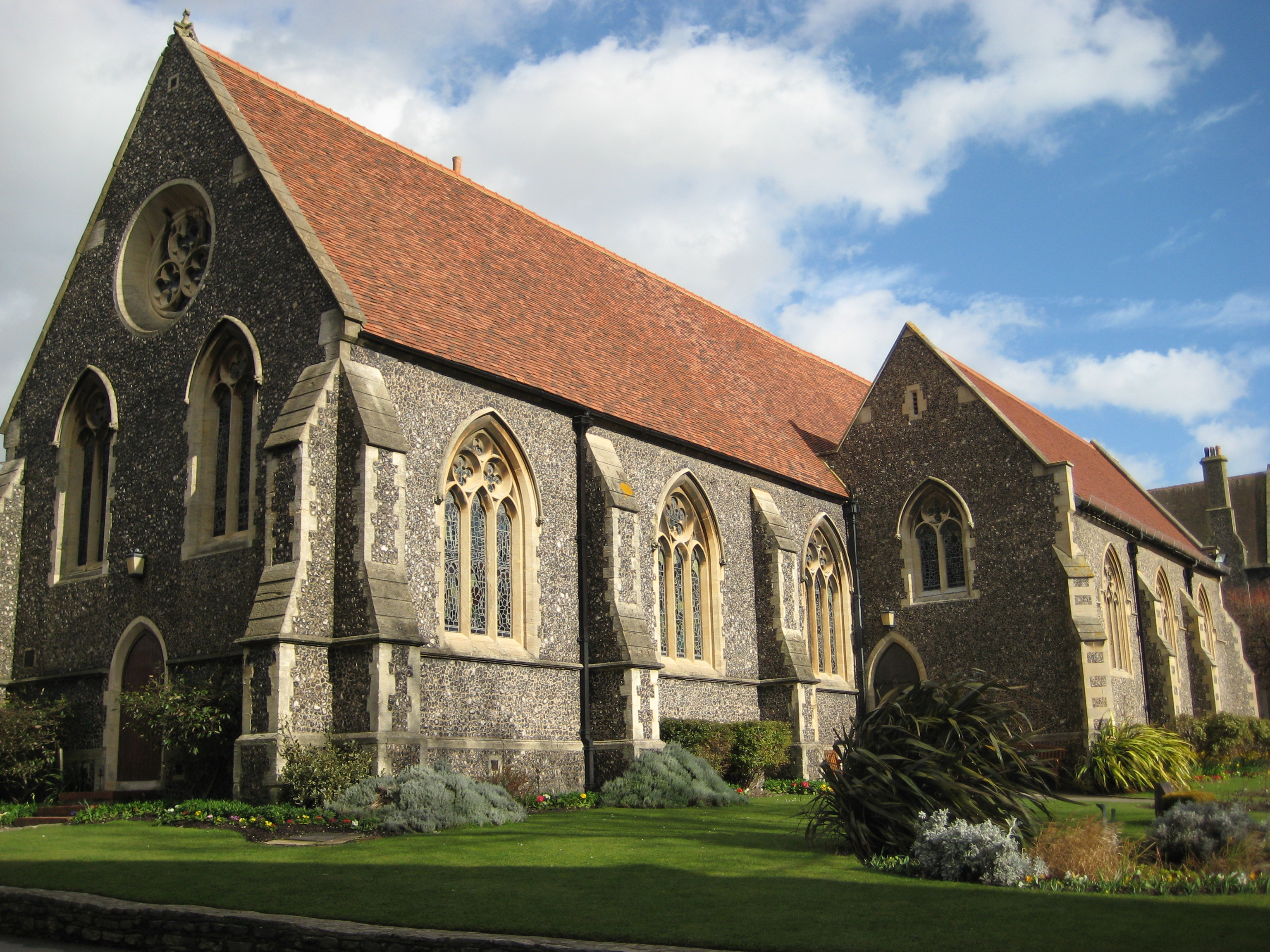
A capela, Brighton College (1859)
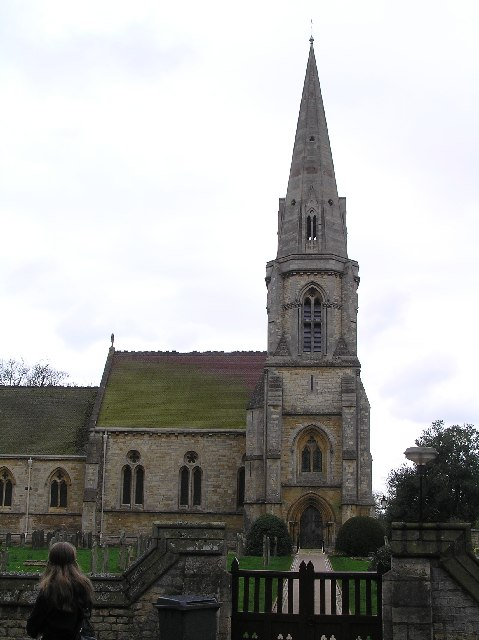
All Saints, Nocton (1860–63)
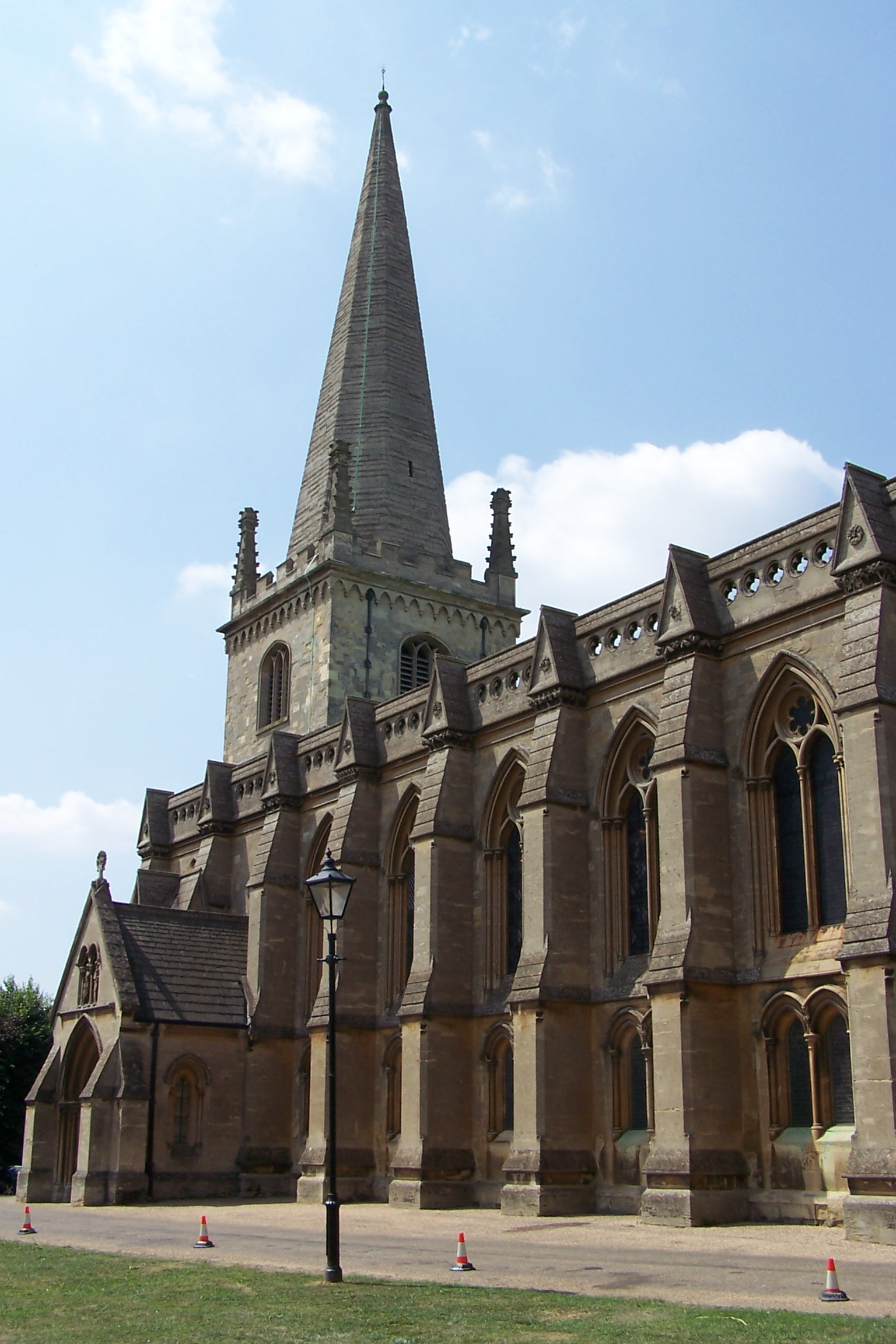
SS. Peter and Paul Church, Buckingham, heavily restored (1860–67)
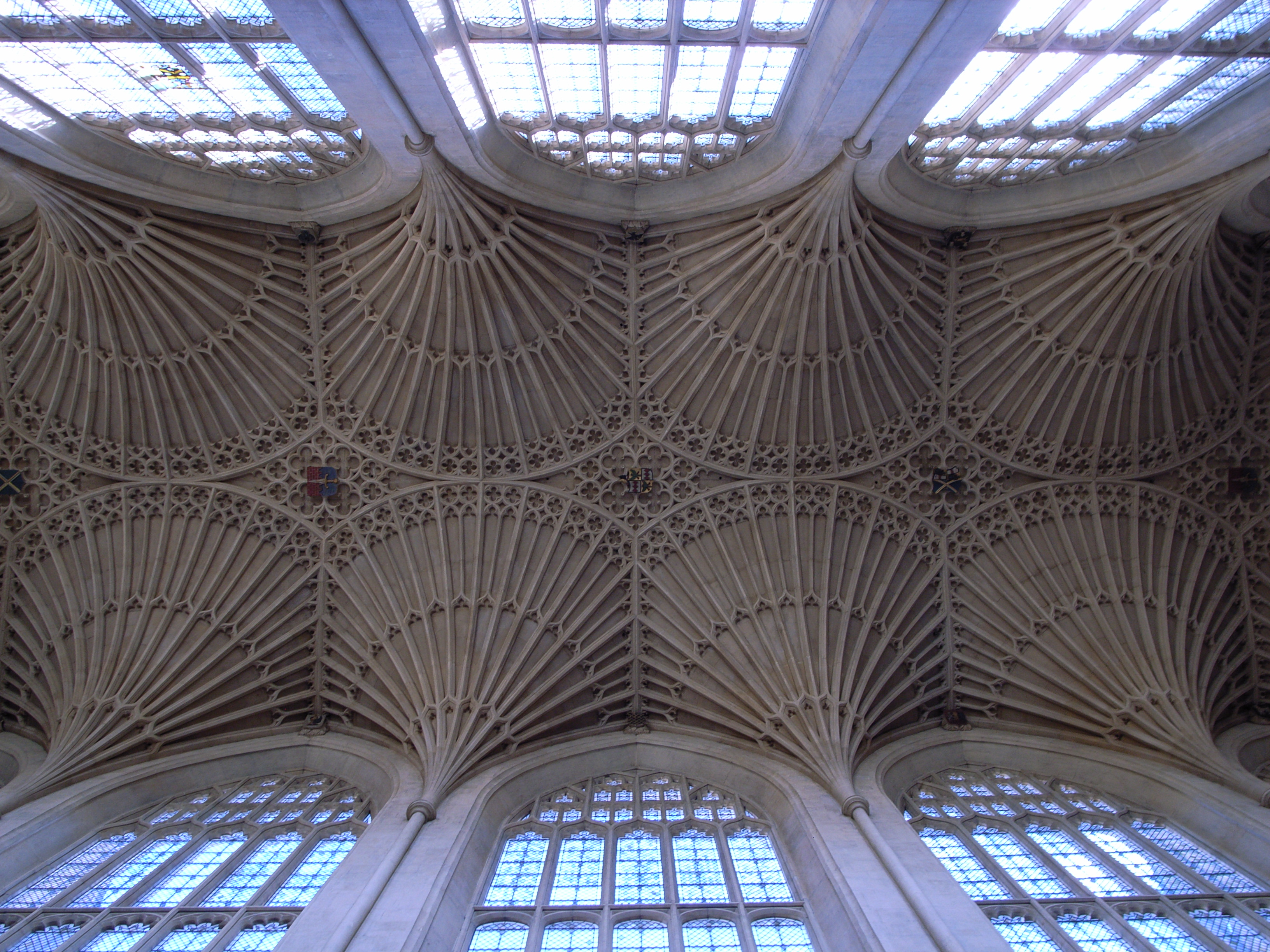
Nave Vault, Bath Abbey (1860-77) (cópia da abóbada medieval na capela-mor)
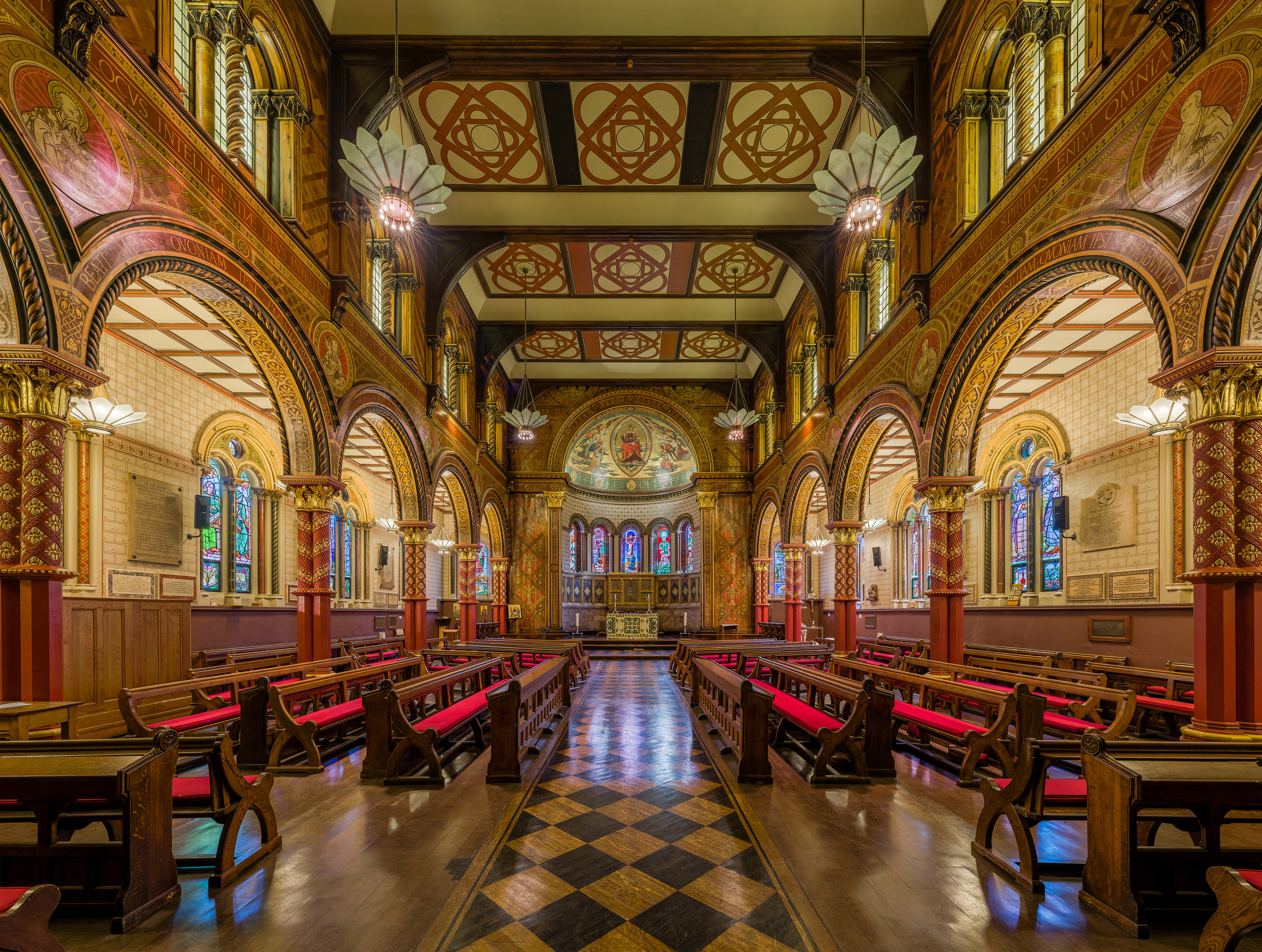
A capela, King's College London (1861–62)
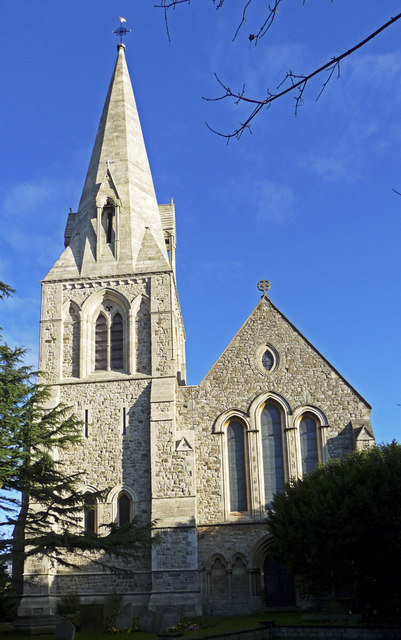
Christ Church, Southgate, Londres (1861-62)
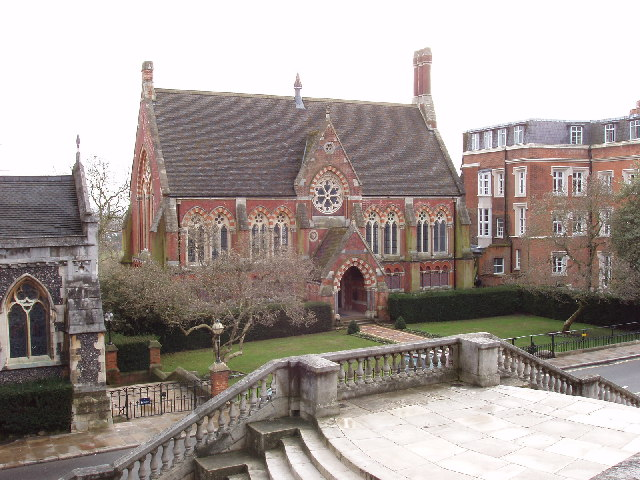
Biblioteca Vaughan, Harrow School, Londres (1861-63)
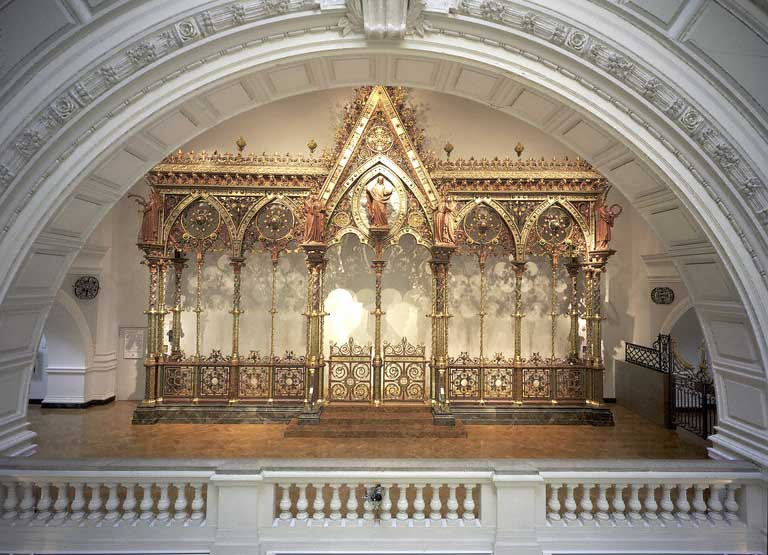
Tela da Catedral de Hereford (1862) agora no Victoria and Albert Museum
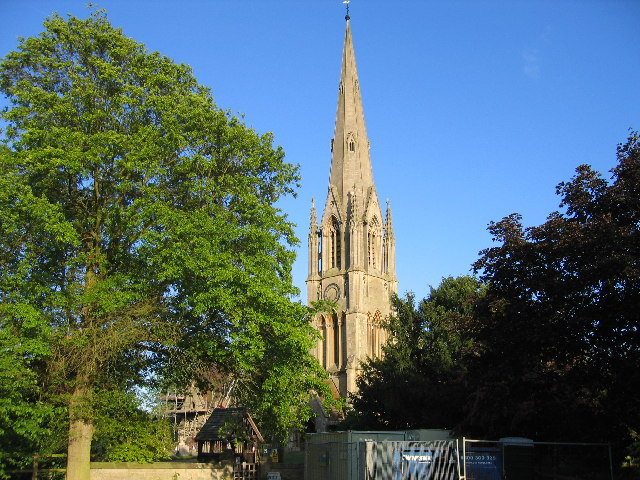
Igreja de Todos os Santos, Sherbourne, Warwickshire (1862-64)
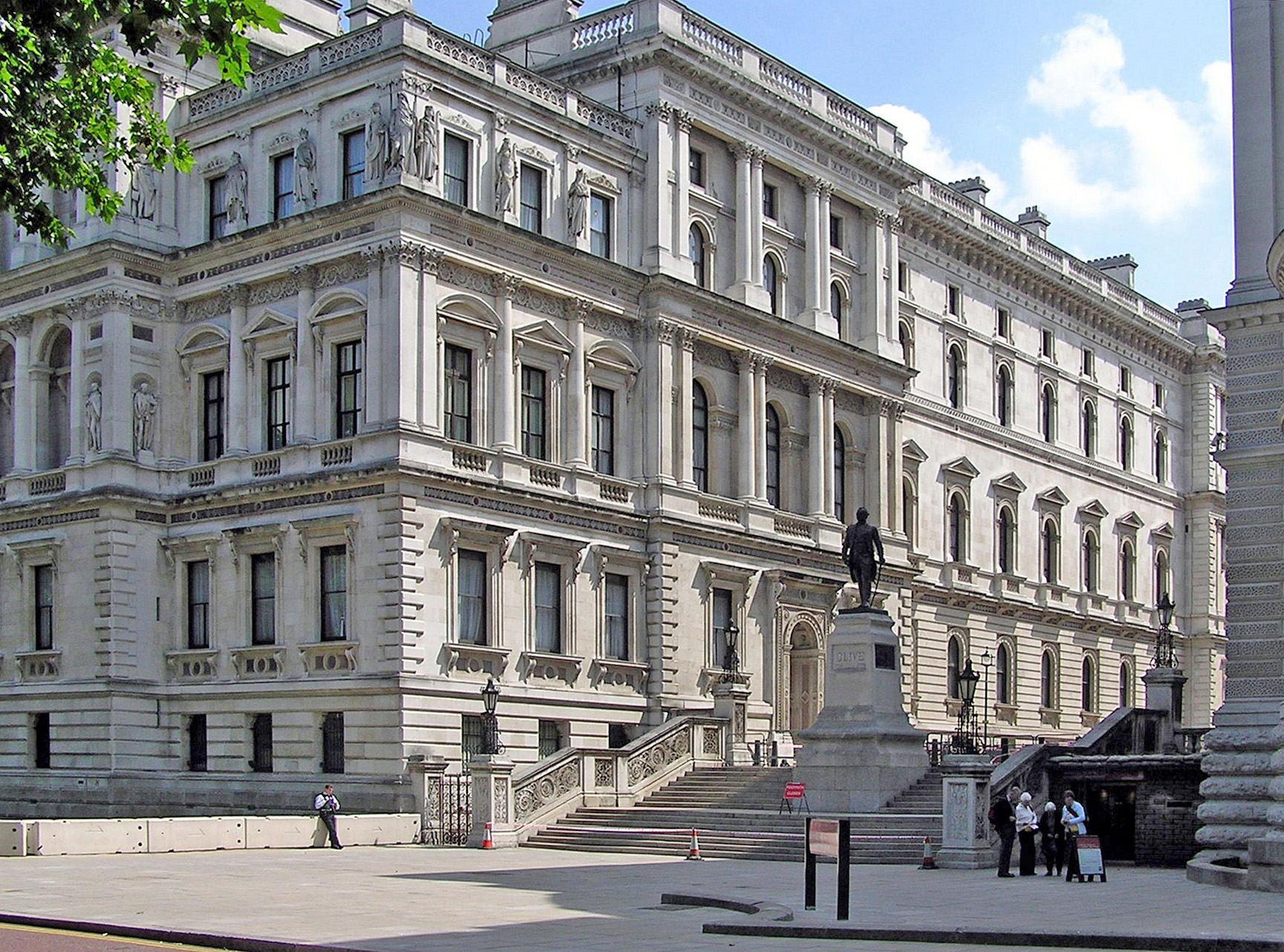
Foreign and Commonwealth Office, Londres (1862-1875)
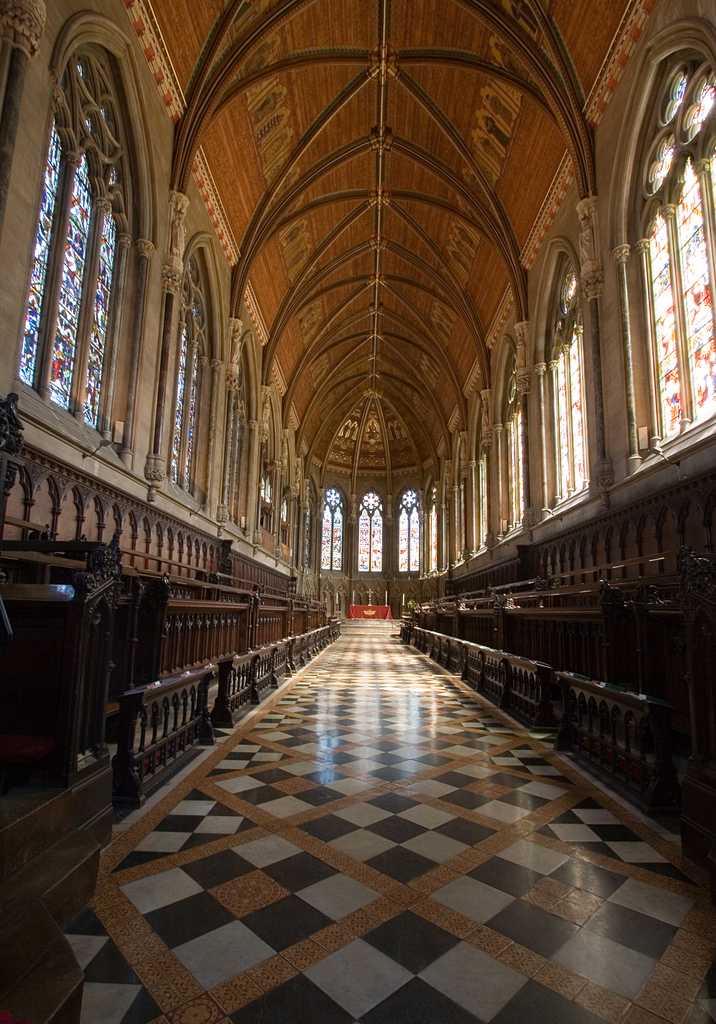
Olhando para o leste, St John's College Chapel, Cambridge (1863-69)
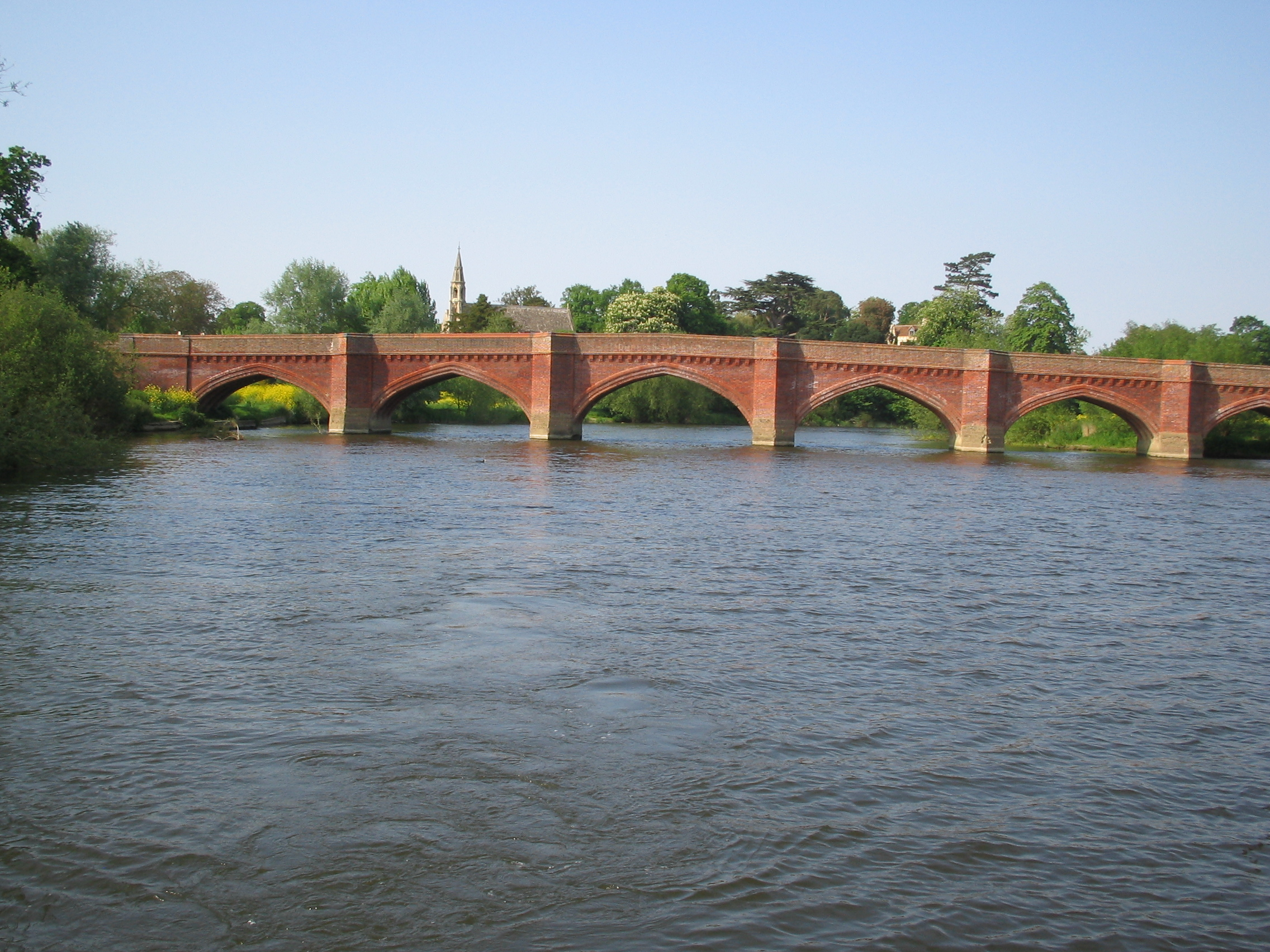
Clifton Hampden Bridge, Oxfordshire (1864)
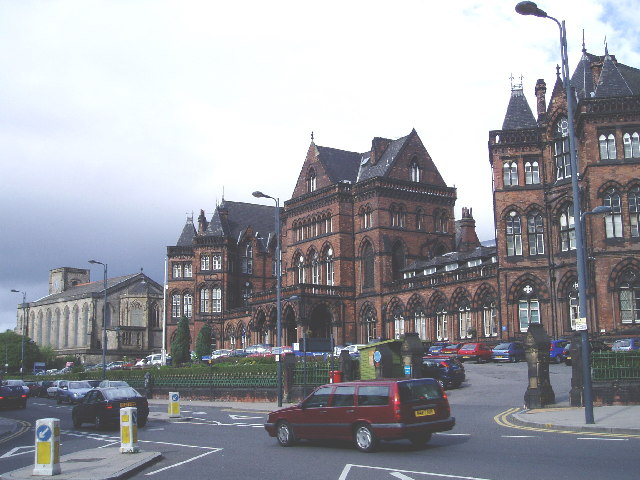
Enfermaria Geral de Leeds (1864-70)
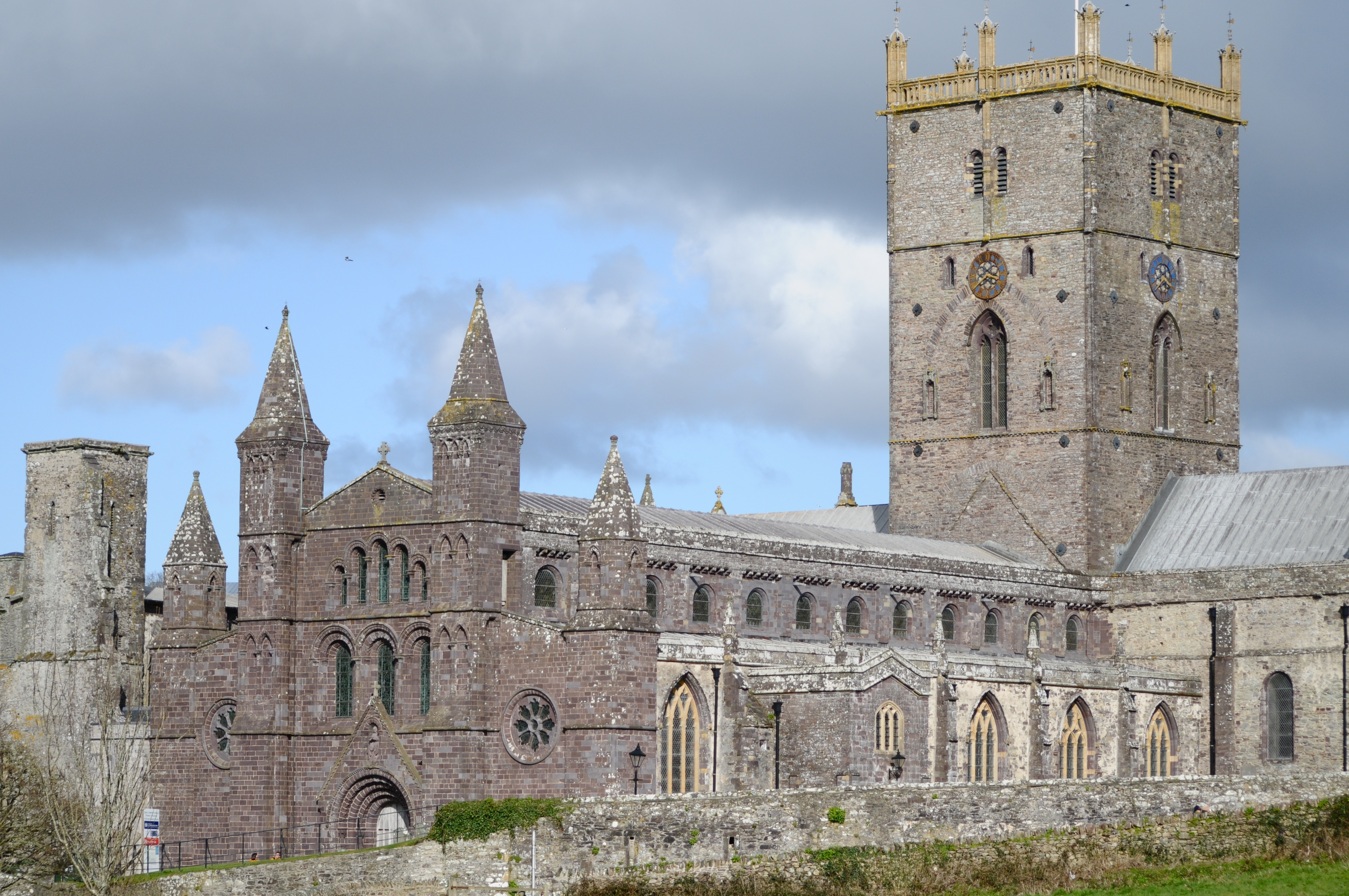
Catedral de St David, Pembrokeshire, mostrando a fachada oeste de Scott (1864 a 1876)
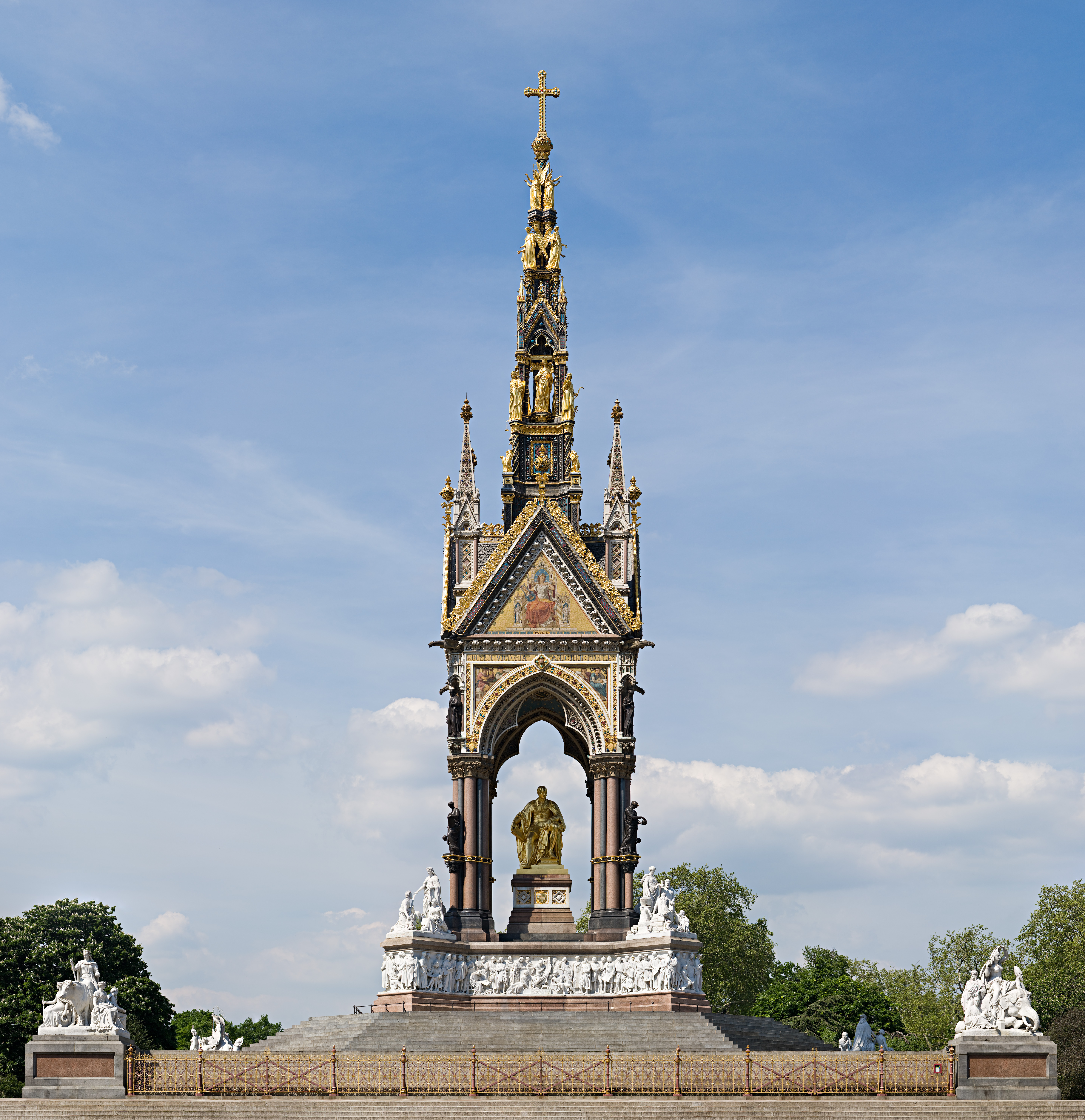
Albert Memorial, Londres (1864-76)
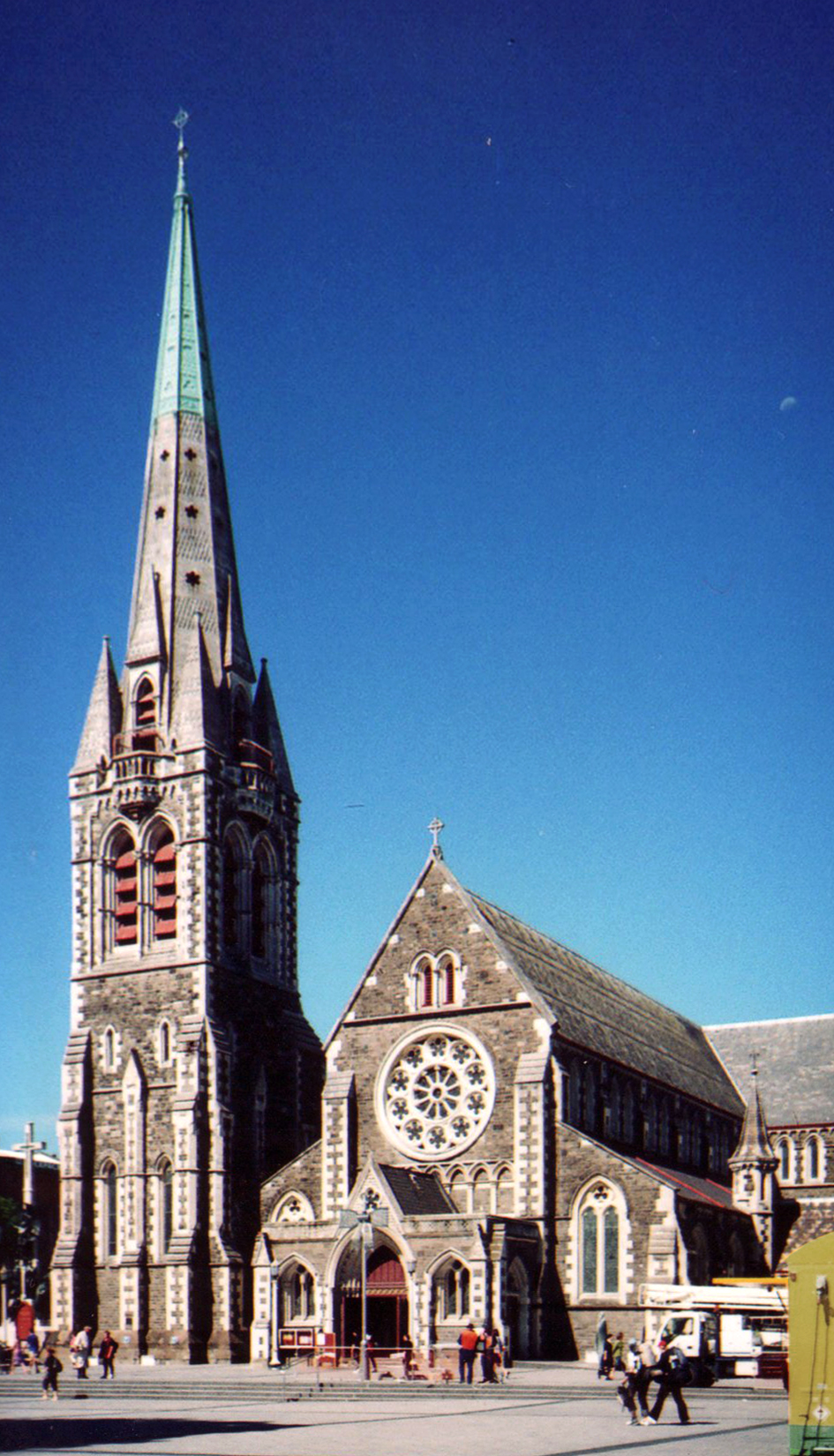
Catedral de Christchurch, Christchurch, Nova Zelândia (1864–1904)
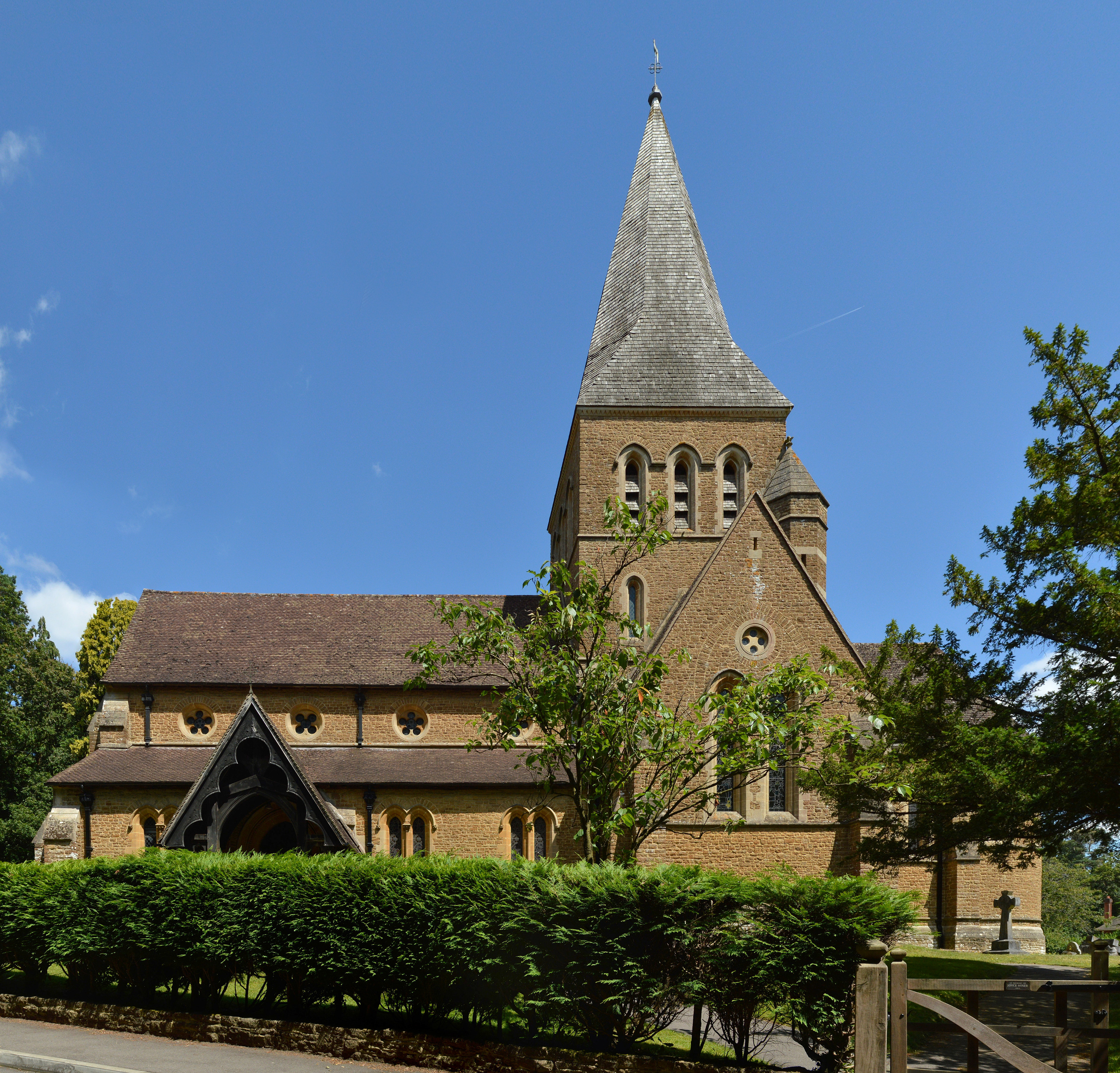
Igreja de Santa Maria, Norney, Shackleford, Surrey (1865)
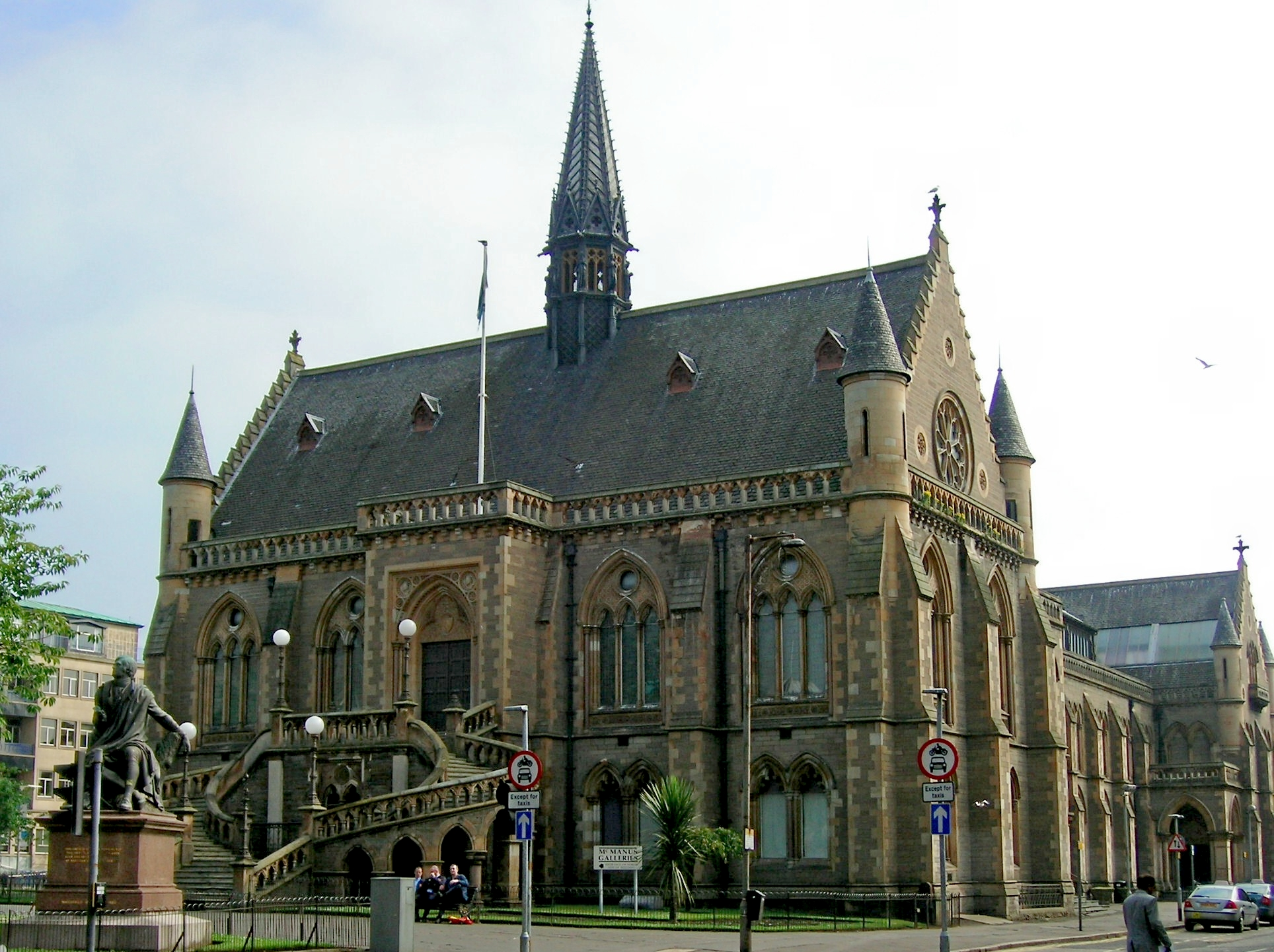
Antigo Instituto Albert Dundee (1865–69)
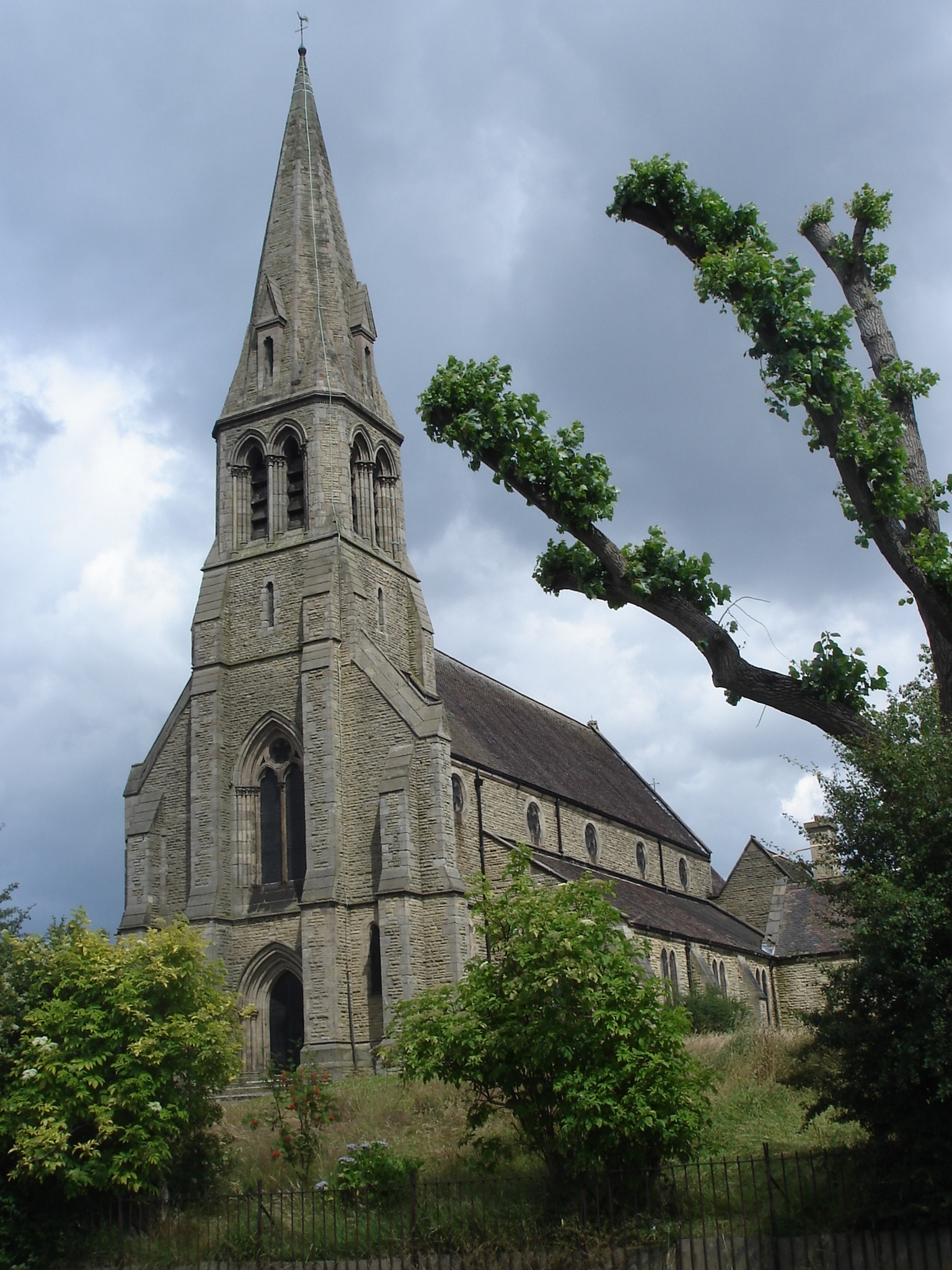
Igreja de São Lucas, Salford (1865)
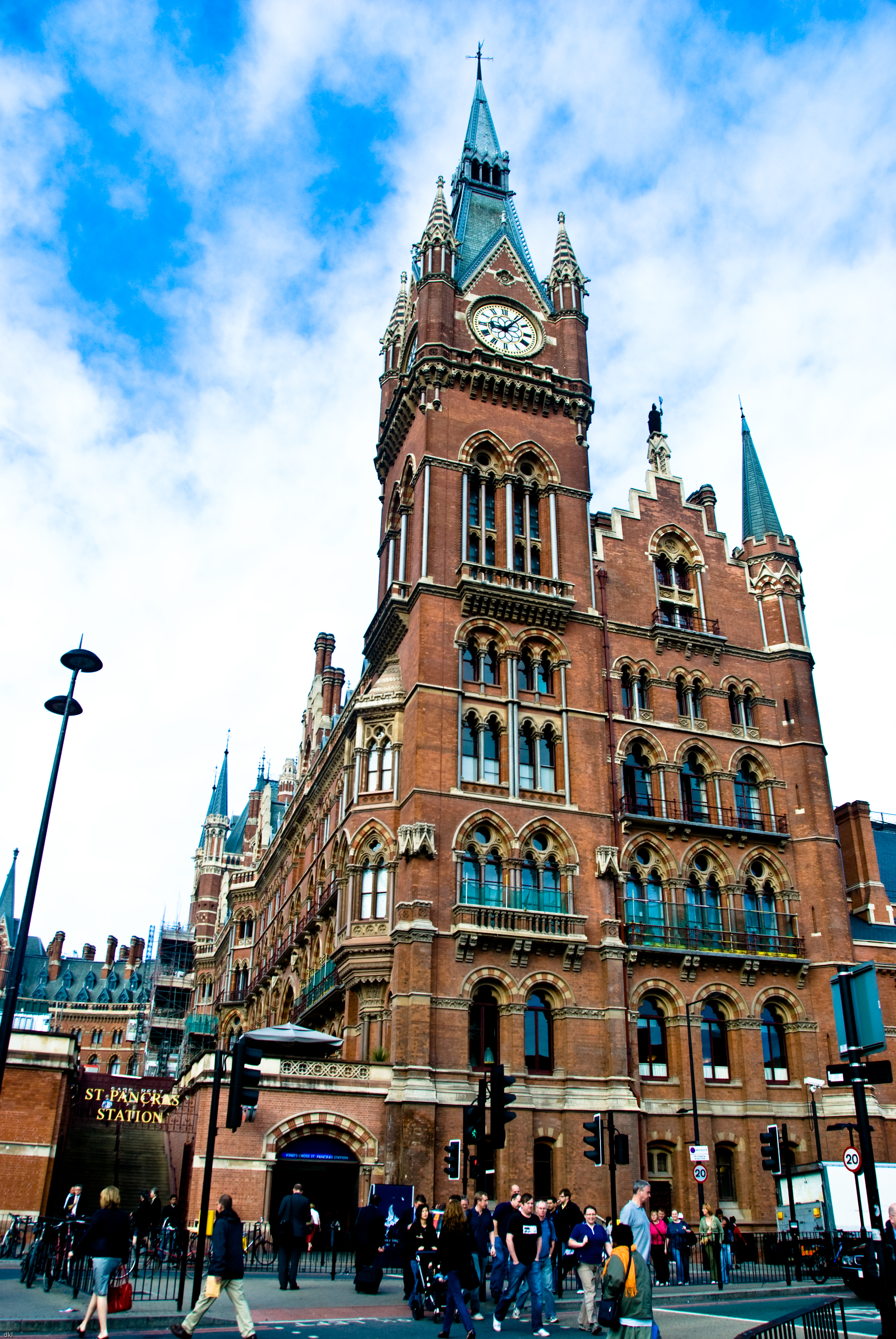
Antigo Midland Grand Hotel, St Pancras Station (1866 a 1876)
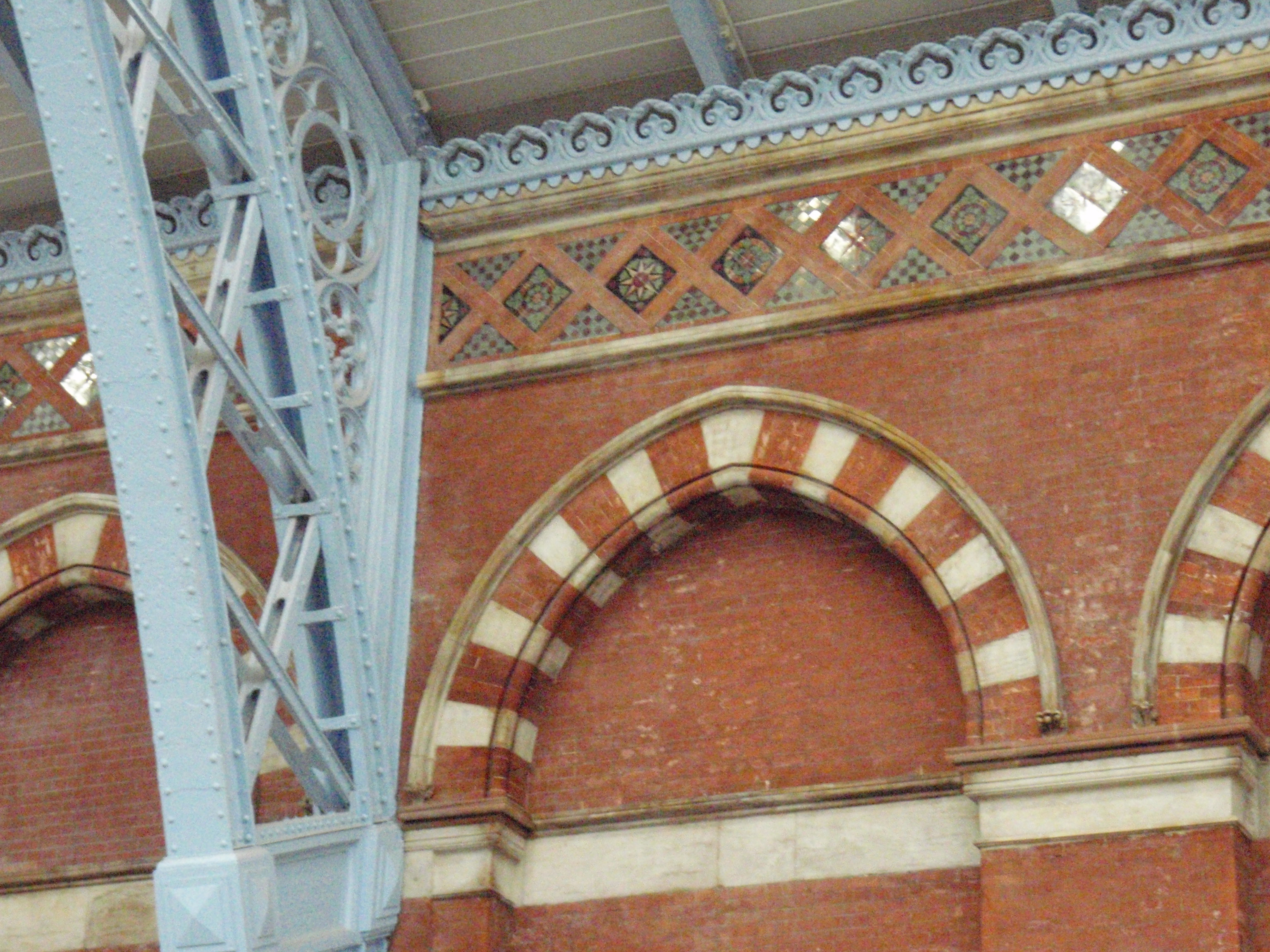
Detalhe da decoração no galpão de trem, estação de St Pancras (1866 a 1876)
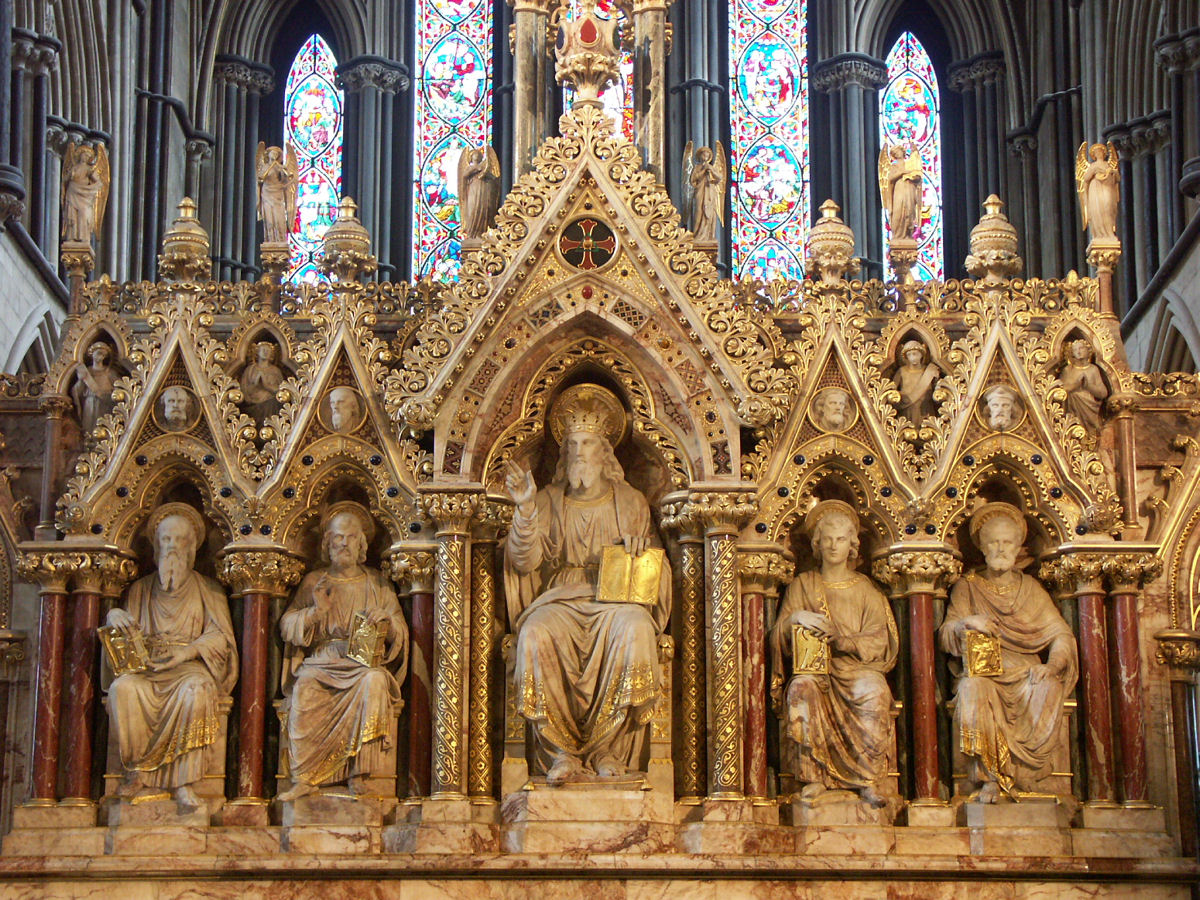
Altar-mor de retábulos, Catedral de Worcester (1867 a 1868)
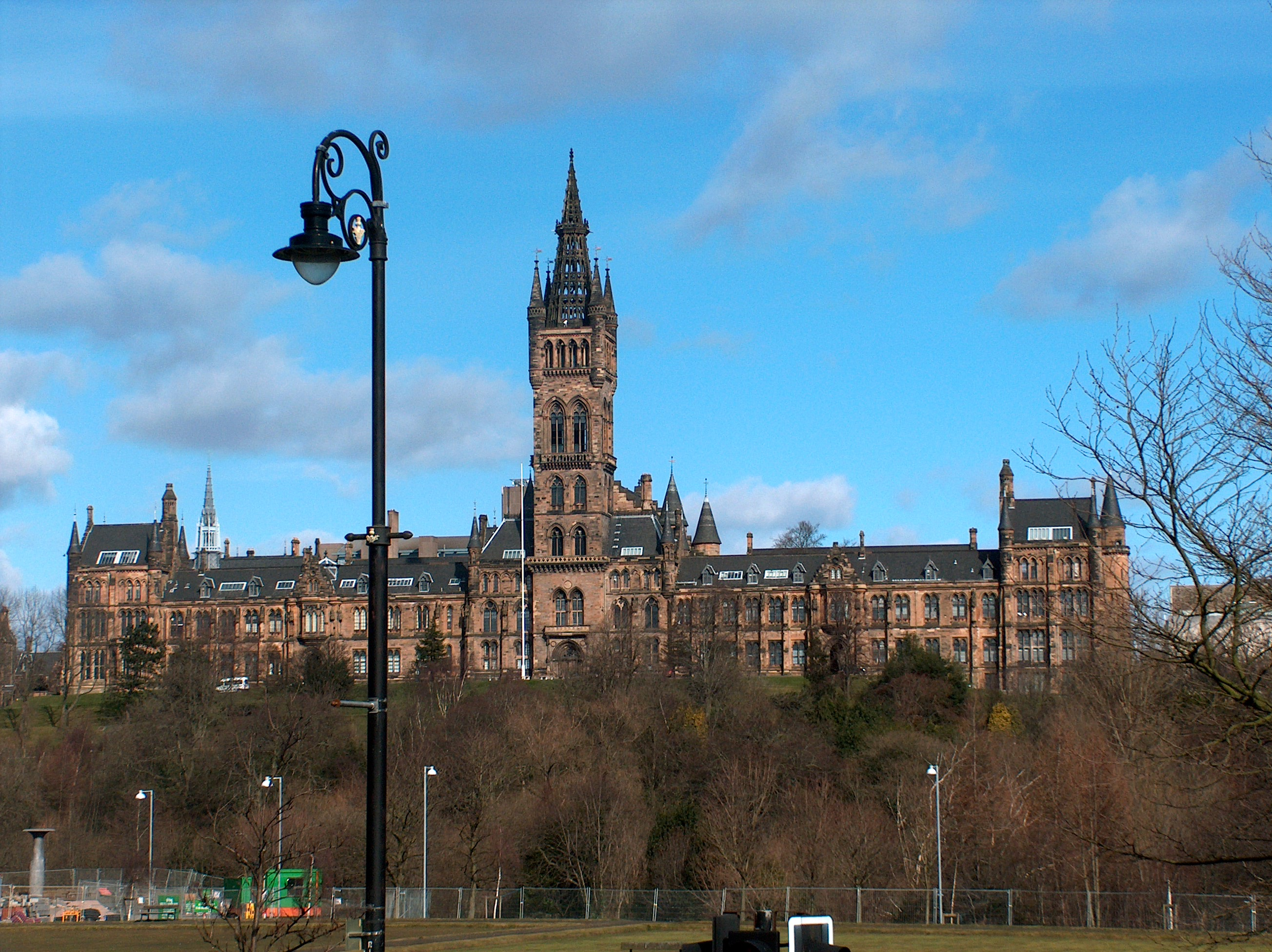
Universidade de Glasgow (1867 a 1870), pináculo adicionado após a morte de Scott por seu filho John Oldrid Scott
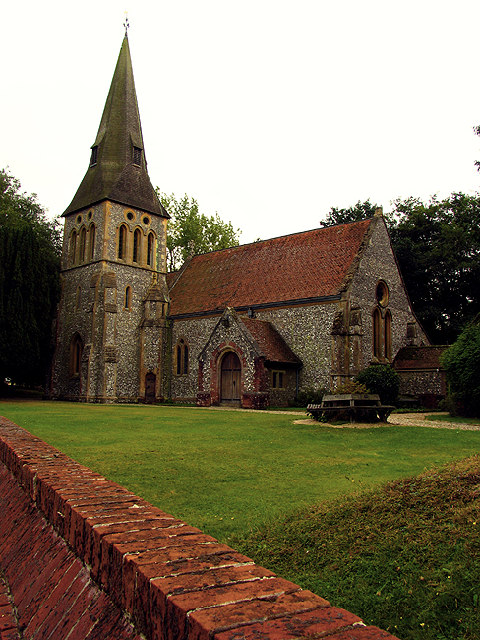
Igreja Highclere, Hampshire (1869 a 1870)
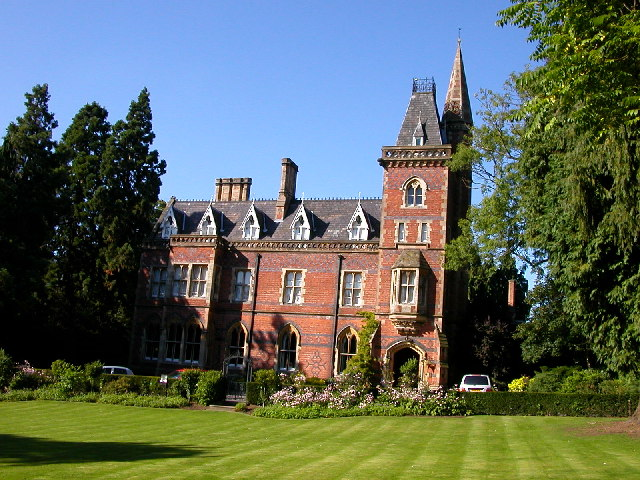
Brownsover Hall, Warwickshire (c.1870)
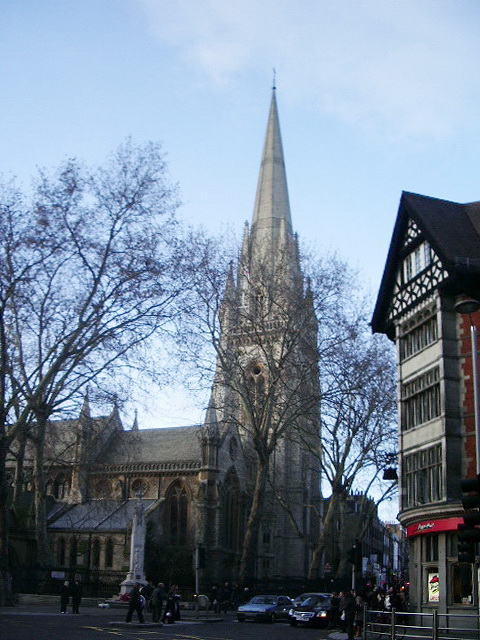
Igreja de St Mary Abbots , Kensington (1870 a 1872)
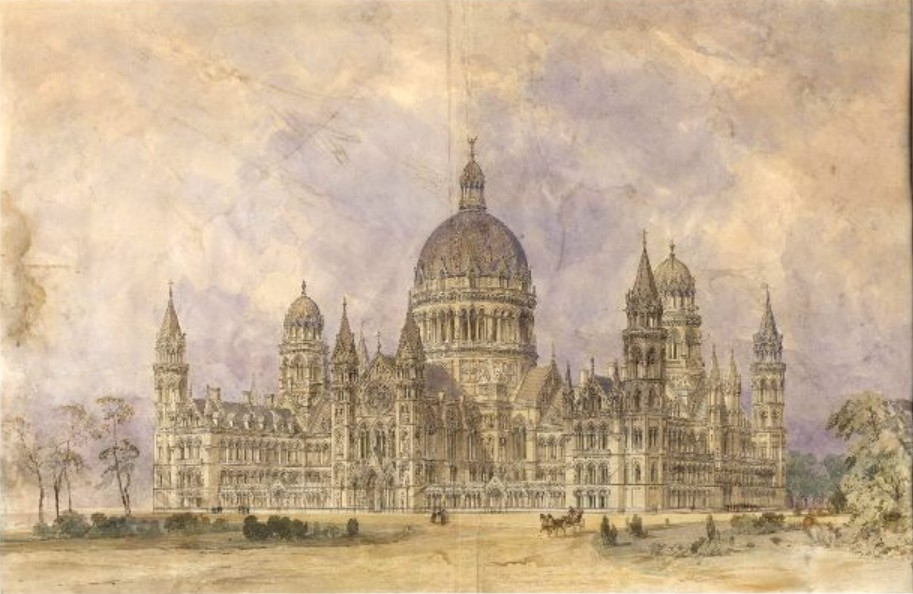
Projeto para Reichstag, Berlim, não executado (1872)
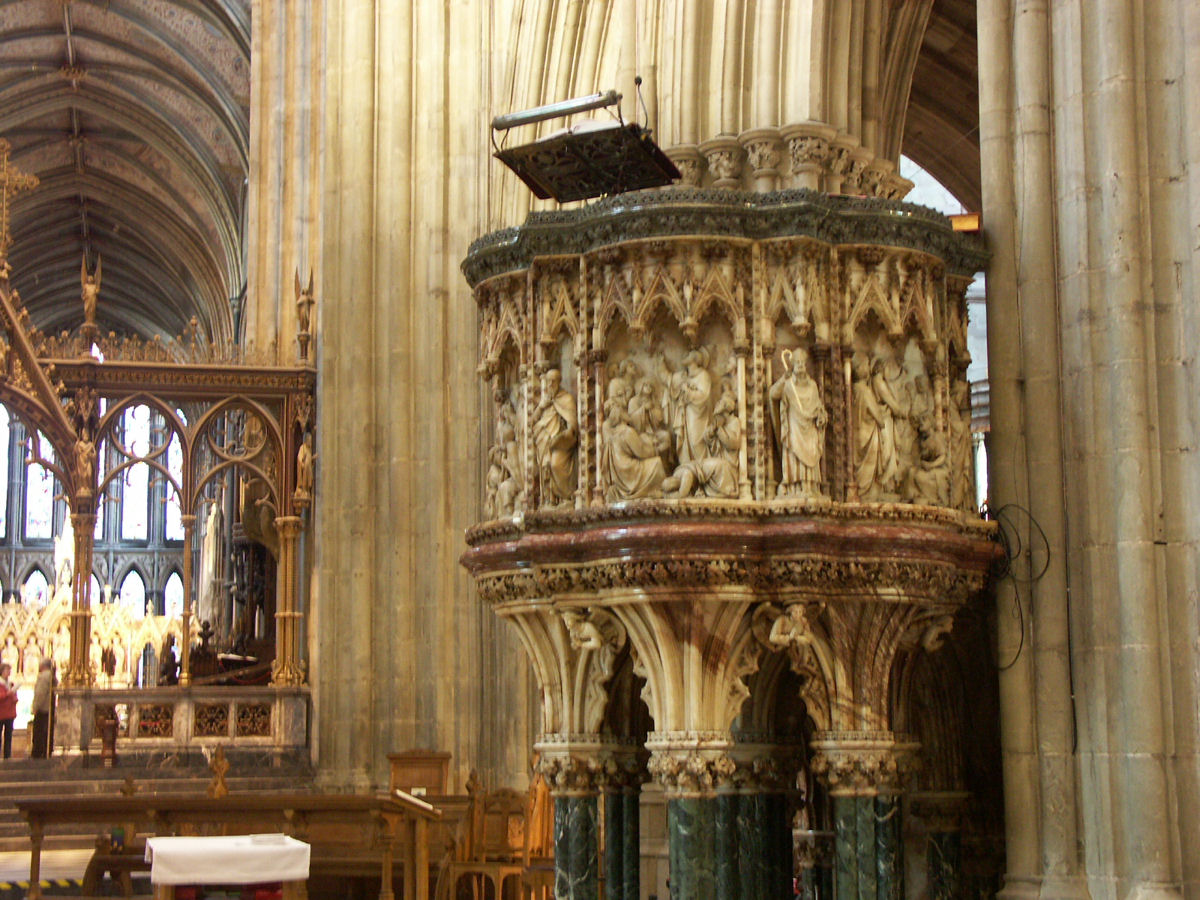
Púlpito, Catedral de Worcester (1873 a 1874)
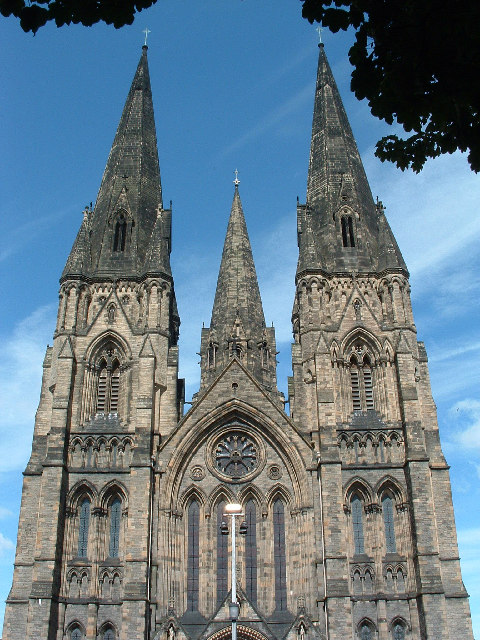
Frente oeste, Catedral de Santa Maria, Edimburgo (1874-80)
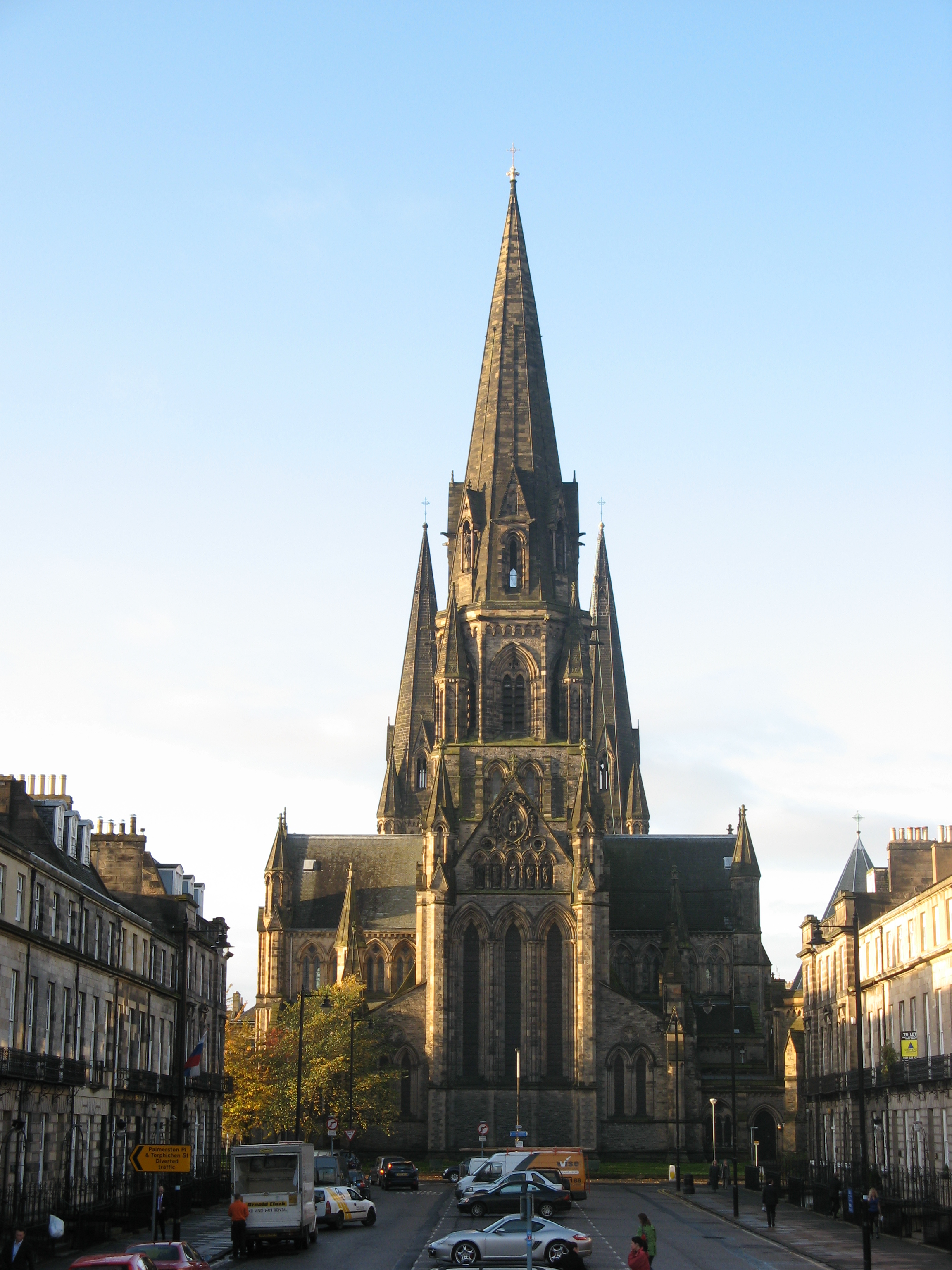
Frente leste, Catedral de Santa Maria, Edimburgo (1874-80)
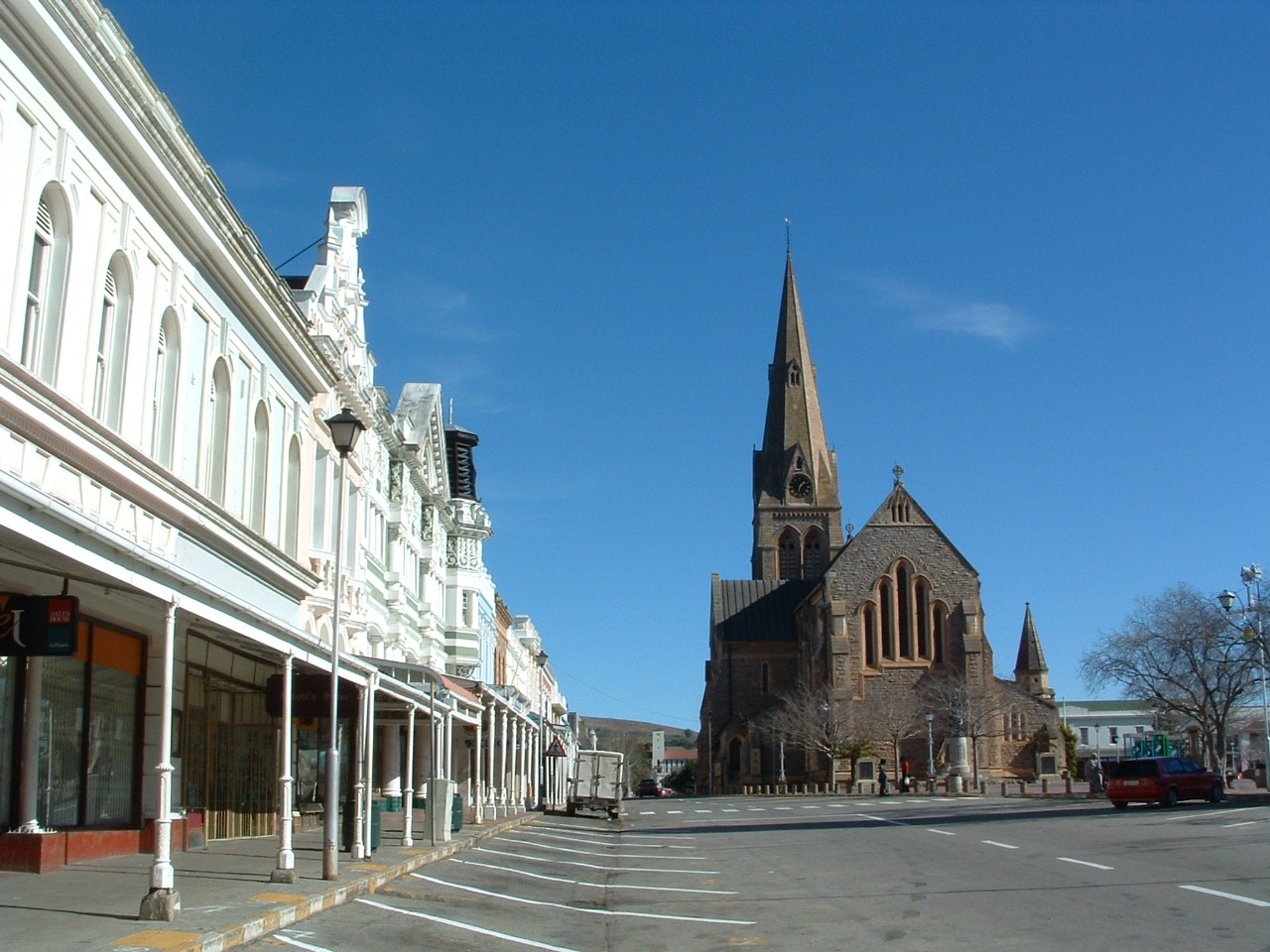
Catedral de Grahamstown, África do Sul (1874 a 1878) e concluída (1893)
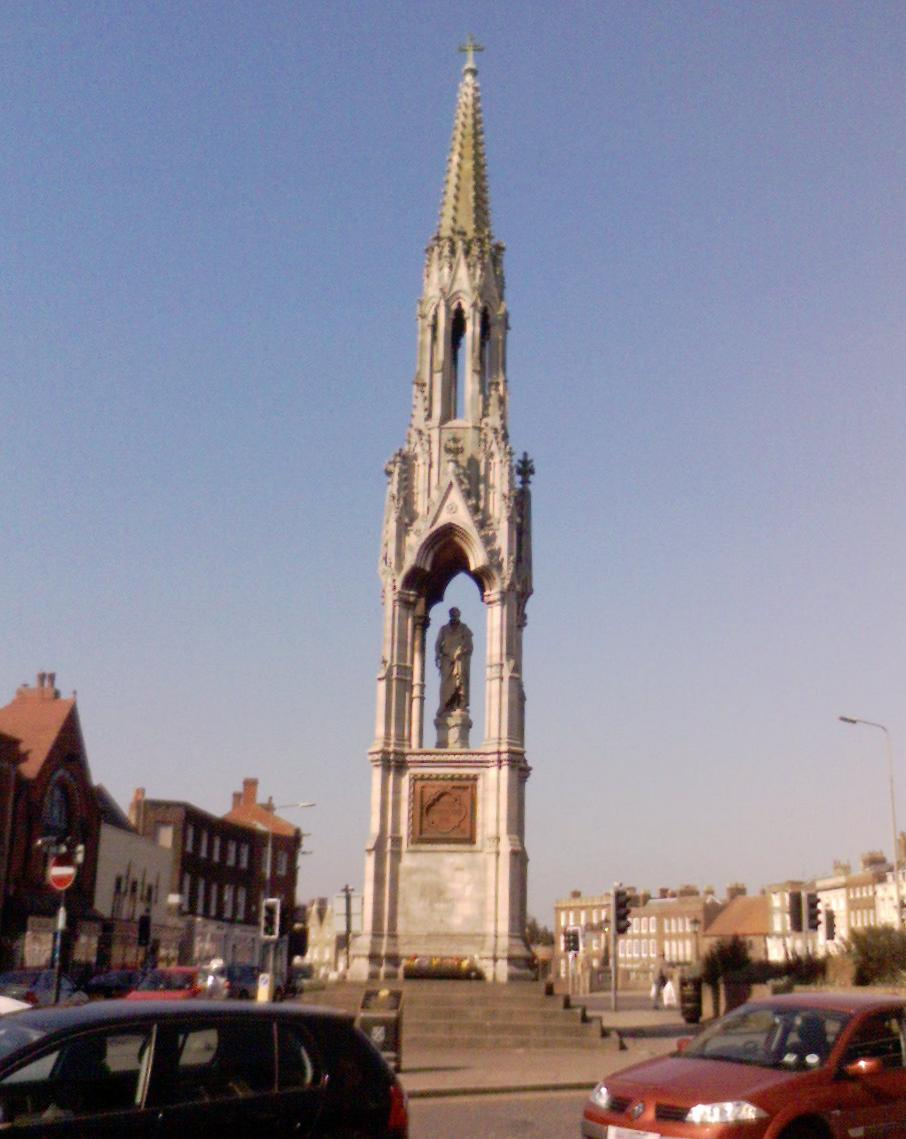
Clarkson Memorial, Wisbech, (1880-1881)
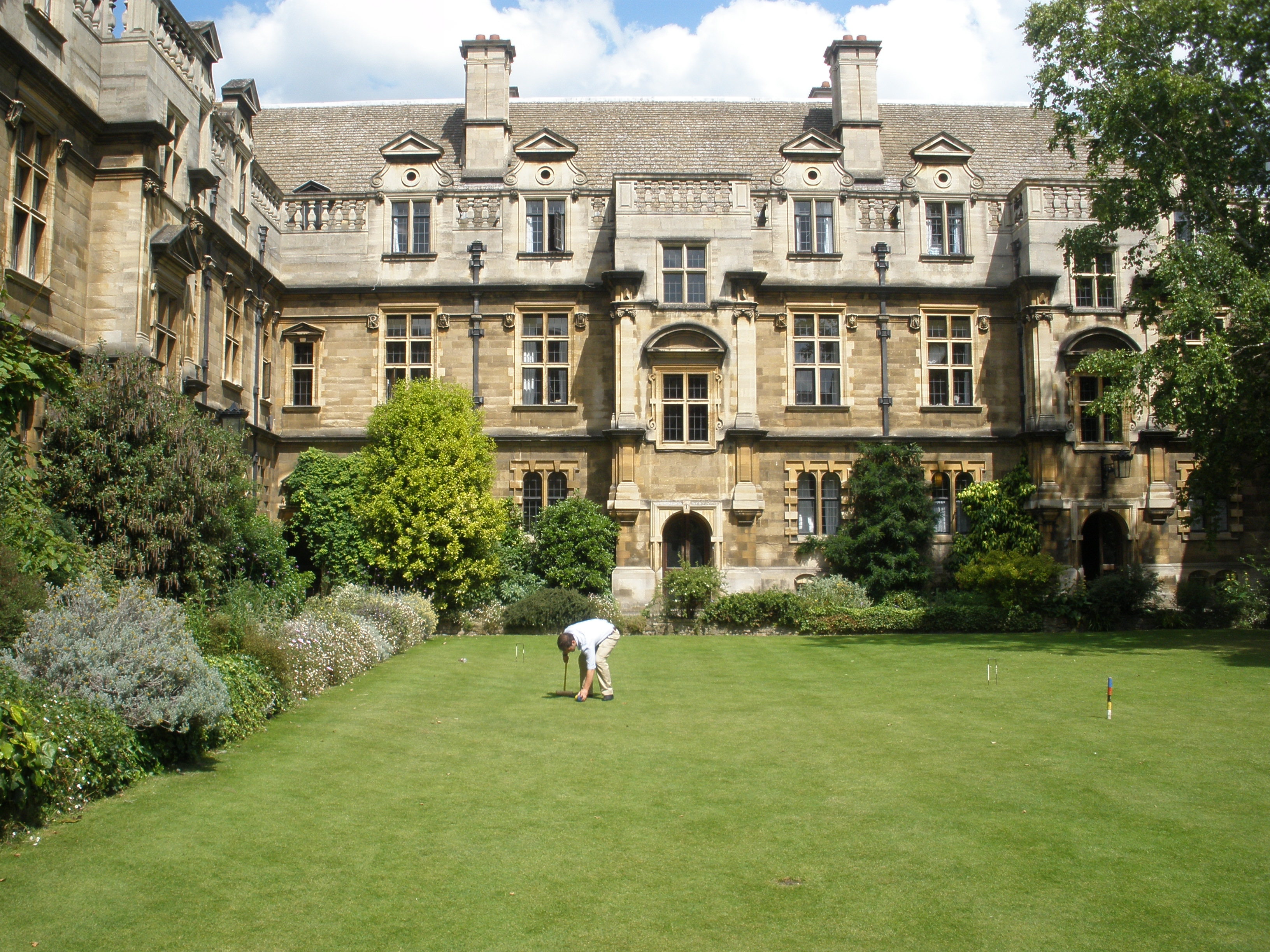
New Court, Pembroke College, Cambridge (1881)
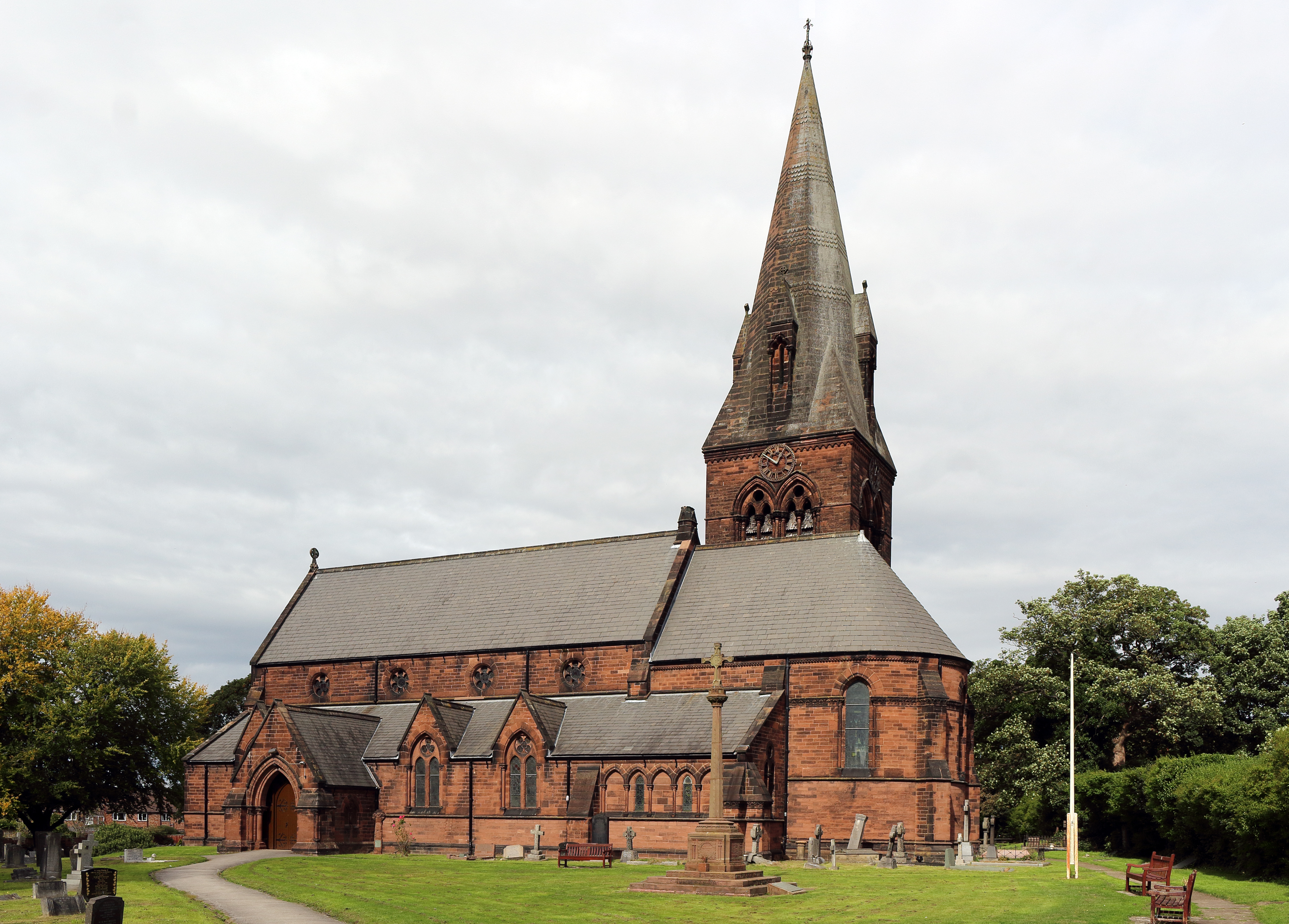
Igreja de St Barnabas, Bromborough, Merseyside (1862-64)